# Hugo Sperrle
Hugo Sperrle (Ludwigsburg, 7 de febrer de 1885 – Múnic, 2 d'abril de 1953) va ser un Mariscal alemany de la Luftwaffe durant la Segona Guerra Mundial.
S'allistà a l'Exèrcit Alemany el 1903 i va ser enviat al Servei Aeri de l'Exèrcit Alemany a l'inici de la I Guerra Mundial, servint-hi com a observador fins al final de la guerra.
Sperrle s'uní als Freikorps al final de la guerra, després d'abandonar el Servei Aeri, i abans de reunir-se a la Wehrmacht.
Entrà a la recentment creada Luftwaffe el 1935 i serví com a comandant de la Legió Còndor durant la Guerra Civil espanyola, amb Wolfram von Richthofen servint com el seu cap d'Estat Major.
Comandà la Luftflotte 3 contra França entre el maig i el juny de 1940. El juliol de 1940 va ser promogut a Generalfeldmarschall de la Luftwaffe. Sperrle advertí que la RAF britànica havia de ser destruïda per a assegurar-se que podrien bombardejar amb èxit. La Luftflotte 3, estacionada al nord de França, tingué un paper principal en la batalla d'Anglaterra entre el juny de 1940 i l'abril de 1941 i Sperrle quedà destinat a l'oest com a comandant en cap de la Luftflotte 3 fins al juliol de 1944.
Va ser capturat pels Aliats al final de la Segona Guerra Mundial i acusat de crims de guerra als Judicis de Nuremberg (Cas número 12), però en va ser absolt. Va morir a Múnic el 1953.

## Primers anys i Primera Guerra Mundial
Sperrle va néixer a la ciutat de Ludwigsburg, al Regne de Württemberg, Imperi alemany, el 7 de febrer de 1885, fill d'un propietari de cerveseria, Johannes Sperrle i de la seva dona Luise Karoline, de soltera Nägele. Es va unir a l'exèrcit imperial alemany el 5 de juliol de 1903 com a Fahnenjunker. Sperrle va ser assignat al 8è Regiment d'Infanteria de Württemberg ("Großherzog Friedrich von Baden" Nr. 126), un regiment de l'Exèrcit de Württemberg, i després d'un any va rebre la seva comissió i promoció a Leutnant el 28 d'octubre de 1912. Sperrle va servir un any més fins al seu ascens a Oberleutnant l'octubre de 1913.
A l'esclat de la Primera Guerra Mundial, Sperrle s'estava entrenant com a observador d'artilleria a la Luftstreitkräfte (Servei aeri de l'exèrcit alemany). El 28 de novembre de 1914 Sperrle va ser ascendit a Hauptmann. Sperrle no es va distingir a la batalla com ho havien fet els seus companys oficials de l'estat major de la Segona Guerra Mundial, però va forjar un sòlid rècord en el camp del reconeixement aeri.
Sperrle va servir primer com a observador, després es va entrenar com a pilot amb el 4t Destacament de Vol de Camp (Feldfliegerabteilung) a la Kriegsakademie (Acadèmia de Guerra). Sperrle va passar a comandar els 42è i 60è Destacaments de Vol de Camp, després va dirigir el 13è Grup de Vol de Camp. Després de patir ferides greus en un accident, Sperrle es va traslladar a l'escola d'observadors aeris de Colònia i, quan va acabar la guerra, estava al comandament d'unitats voladores adjuntes al 7è Exèrcit. Pel seu comandament va rebre l'orde de la Casa d'Hohenzollern amb Espases.

## Anys d'entreguerres
Sperrle es va unir als Freikorps i va comandar un destacament d'aviació. Després es va unir a la Reichswehr. Sperrle va comandar unitats a Silèsia incloent el Freiwilligen Fliegerabteilungen 412 sota el lideratge d'Erhard Milch. Sperrle va lluitar a la frontera amb Prússia Oriental durant el conflicte de 1919 amb Polònia. Va assumir el comandament el 9 de gener de 1919.
L'1 de desembre de 1919, el comandant en cap de l'exèrcit alemany, Hans von Seeckt, va emetre una directiva per a la creació de 57 comitès, que abastessin totes les branques militars, per recopilar estudis detallats de les experiències bèl·liques alemanyes. Helmuth Wilberg va dirigir el sector de serveis aeris i Sperrle va ser un dels 83 comandants als quals se'ls va ordenar ajudar. Els estudis de personal aeri es van dur a terme fins al 1920.

### Estat Major
Sperrle va servir a l'estat major aeri del Wehrkreis V (Districte Militar 5) a Stuttgart des de 1919 fins a 1923, després al Ministeri de Defensa fins a 1924. [3] Sperrle llavors va servir a l'estat major de la  4a Divisió d'Infanteria prop de Dresden. Sperrle va viatjar a Lipetsk a la Unió Soviètica en aquest moment, on els alemanys van mantenir una base aèria secreta i van fundar l'escola de pilots de caça de Lipetsk. Sperrle suposadament va visitar el Regne Unit per observar els exercicis de la Royal Air Force. A Lipetsk, Hugo Sperrle i Kurt Student va actuar com a directors sèniors que van formar uns 240 pilots alemanys entre 1924 i 1932.
El personal aeri continuava sent petit, però el contingent de Sperrle estava present en els 4.000 oficials retinguts a l'exèrcit. El 1927 Sperrle, amb el rang de major, va substituir Wilberg com a cap de l'estat major aeri al Waffenamt a Truppenamt (Oficina d'armes i tropes). Sperrle va ser seleccionat per la seva experiència en qüestions tècniques; va ser vist com un oficial d'estat major altament qualificat amb experiència de combat al comandament de les unitats voladores del 7è exèrcit durant la guerra. L'1 de febrer de 1929 Sperrle va ser substituït per Hellmuth Felmy. La marxa de Sperrle es va produir mentre reclamava una autoritat d'aviació autònoma. Felmy va persistir, i l'1 d'octubre de 1929, la Inspektion der Waffenschulen und der Luftwaffe va néixer sota el comandament del major general Hilmar von Mittelberger; va ser el primer ús del terme "Luftwaffe". L'1 de novembre de 1930, el quarter general aeri embrionari podia comptar amb 168 oficials d'aviació, inclòs Sperrle.
Sperrle va ser ascendit a Oberstleutnant el 1931 mentre comandava el 3r batalló, 14è Regiment d'Infanteria de 1929 a 1933. Sperrle va acabar la seva carrera militar al comandament del 8è Regiment d'Infanteria, de l'1 d'octubre de 1933 a l'1 d'abril de 1934 . Amb el rang d'Oberst, Sperrle va rebre el comandament del quarter general de la Primera Divisió Aèria (Fliegerdivisió 1). Sperrle va rebre la responsabilitat de coordinar l'aviació de suport a l'exèrcit. El títol oficial de Sperrle era Kommandeur der Heeresflieger (Comandant dels Voladors de l'Exèrcit). Després que Adolf Hitler i el Partit Nazi prenguessin el poder, Hermann Göring va crear el Ministeri de l'Aire del Reich. Göring va lliurar la majoria dels esquadrons existents a Sperrle a causa de les seves experiències de comandament.
Sperrle va estar involucrat en les dificultats en l'adquisició d'avions alemanys. Quatre mesos després d'assumir el comandament, Sperrle es va mostrar rigorosament crític amb el Dornier Do 11 i el Dornier Do 13 en una conferència el 18 de juliol de 1934. Cinc mesos després, amb un fracàs de desenvolupament, Sperrle es va reunir amb Wolfram Freiherr von Richthofen, cap de desenvolupament d'avions i Luftkreis IV, el comandant Alfred Keller, un pilot de bombarders en temps de guerra. Es va decidir que la producció del Junkers Ju 52 seria una solució provisional, mentre que el Dornier Do 23 va arribar a les unitats a finals d'estiu de 1935. L'esperat Junkers Ju 86 estava programat per a proves el novembre de 1934 i el prometedor Heinkel He 111 el febrer de 1935. Richthofen va comentar, "és millor tenir equipament de segona categoria que no pas en absolut", tot i que va ser el responsable de portar la propera generació d'avions.
L'1 de març de 1935, Hermann Göring va anunciar l'existència de la Luftwaffe. Sperrle va ser transferit al Ministeri de l'Aire del Reich. Sperrle va rebre inicialment el comandament del Luftkreis II (Districte Aeri II), i després del Luftkreis V a Münich després de la seva promoció a Generalmajor l'1 d'octubre de 1935. Sperrle va romandre a Alemanya fins a l'esclat de la guerra civil espanyola. Va comandar totes les forces alemanyes a Espanya des de novembre de 1936 fins a novembre de 1937.

## La Legió Còndor
Sperrle va ser el primer comandant de la Legió Còndor durant la Guerra Civil Espanyola. La Legió era un cos d'aviadors alemanys enviat per donar suport al general Franco que liderava els feixistes espanyols, coneguts com els nacionals, contra els seus enemics, els republicans d'esquerra. Sperrle va rebre el comandament de totes les forces alemanyes destinades a operacions a Espanya en el seu nomenament. L'1 de novembre de 1936 la Legió sumava 4.500 homes i el gener de 1937 l'organització havia crescut fins a 6.000 homes. Els voluntaris es van intercanviar al llarg del conflicte, permetent que el màxim nombre obtingués experiència de combat.
Wolfram Freiherr von Richthofen va ser assignat a Sperrle com a cap de gabinet, en substitució d'Alexander Holle. Sperrle necessitava un home molt competent amb antecedents d'oficial d'estat major. Sperrle tenia l'avantatge de conèixer Richthofen des de la dècada de 1920 i pensava molt en el seu cap d'estat major. Sperrle veia en privat Richthofen com un esnob despietat, i a Richthofen no li agradava l'enginy groller i les maneres de taula del seu superior. Professionalment, van tenir pocs desacords, i la bona relació de Richthofen amb Franco va animar Sperrle a deixar a les seves mans els assumptes del dia a dia.
Sperrle i Richthofen van formar un equip efectiu a Espanya. Sperrle era experimentat, intel·ligent amb una bona reputació. Richthofen era considerat un bon líder de combat. Es van combinar per assessorar i oposar-se a Franco per evitar el mal ús del seu poder aeri. Tots dos homes van ser contundents amb el líder espanyol i, tot i que els alemanys i els espanyols no s'agradaven, van desenvolupar un respecte saludable que es va traduir en una relació de treball eficaç. Richthofen i Sperrle van acordar que el suport alemany hauria de ser limitat, perquè el govern de Franco no seria percebut com a legítim si rebés una generosa ajuda estrangera. La seva opinió va ser comunicada a Berlín.

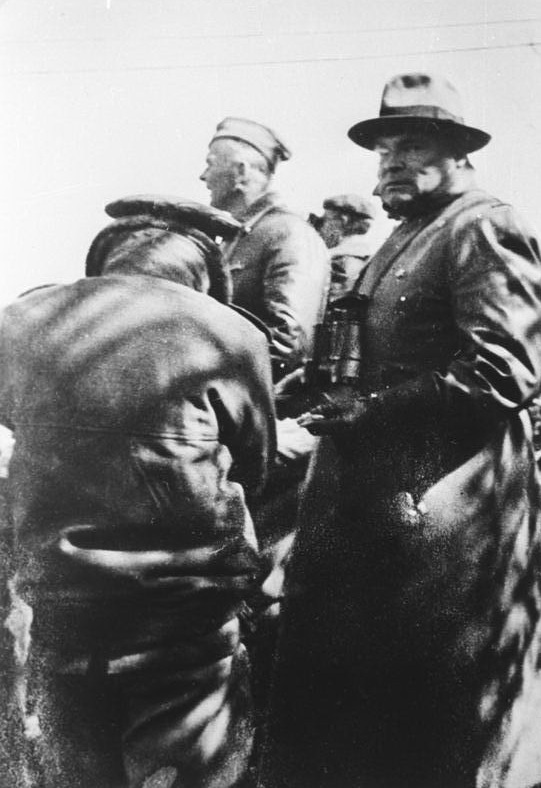
Sperrle, amb von Richthofen, a Espanya, 1936

Sperrle va ser assistit per l'Oberkommando der Luftwaffe (OKL - Alt Comandament de la Força Aèria). Els oficials d'estat major van ser entrenats per resoldre problemes de nivell operacional i la reticència de l'OKL a la microgestió va donar a Sperrle i Richthofen mà lliure per idear solucions als problemes tàctics i operatius. Un pas important va ser el desenvolupament de la comunicació terra-aire, mitjançant l'ús de llocs de senyals de primera línia que estaven en contacte amb l'exèrcit i les bases aèries simultàniament. La informació comunicada per telèfon a les bases aèries es va transmetre ràpidament per ràdio als avions en vol. Aquesta innovació es va posar en pràctica durant el conflicte.
Sperrle va sortir d'Alemanya per aire el 31 d'octubre de 1936 i va arribar a Sevilla, via Roma, el 5 de novembre. Sperrle va rebre un Kampfgruppe (grup de bombarders—K/88), Jagdgruppe 88 (grup de caces 88—J/88) i Aufklärungsstaffel (esquadró de reconeixement—AS/88). Estaven recolzats per un Flak Abteilung (F/88) amb tres bateries pesades i dues lleugeres amb unitats de comunicacions, transport i manteniment. Els alemanys no es podien permetre el luxe d'equipar completament la Legió, i per això el grup aeri va fer ús de l'equipament espanyol. Dels 1.500 vehicles utilitzats, n'hi havia 100 tipus que creaven un malson de manteniment. La primera missió de la Legió va ser el transport aeri de 20.000 homes de l'exèrcit africà. Aquests veterans, un cop aterrats, van proporcionar un nucli de veterans endurits per la batalla.

### Guerra Civil espanyola
Sperrle va començar la guerra amb 120 avions, i durant els primers quatre mesos els aviadors alemanys no van aconseguir impacte. Sperrle va perdre el 20 per cent de les seves forces en l'intent fallit d'apoderar-se de Madrid el 1936. El suport material proporcionat va ser inadequat i el va deixar amb només 26 Ju 52 i dos avions Heinkel He 70 a finals de gener de 1937. El lideratge personal de Sperrle i la dedicació dels oficials superiors van evitar un col·lapse de la moral. La causa d'aquesta derrota va ser l'aparició dels avions de caça Polikarpov I-15 i Polikarpov I-16 dissenyats i construïts pels soviètics a la Força Aèria Republicana Espanyola que va guanyar la superioritat aèria. Els bombardeigs contra Cartagena i Alacant, i la base aèria soviètica d'Alcalá de Henares, van fracassar. Sperrle va dirigir personalment un atac contra l'Armada Republicana a Cartagena, enfonsant dos vaixells. La flota republicana va ser advertida, però, i la majoria es va fer a la mar i va escapar dels bombardeigs. Els atacs contra Madrid, en què es van llançar 40 tones de bombes a partir del 19 de novembre de 1936, també van fracassar. El bombardeig i els bombardejos van causar 1.119 víctimes entre el 14 i el 23 de novembre, inclosos 244 morts; 303 edificis van ser afectats. El grup de bombarders de la Legió va abandonar temporalment els bombardejos a la llum del dia després de la fallida ofensiva feixista.
Els aviadors de Sperrle van passar a atacar punts d'asfixia per Madrid. Les operacions es van complicar per la serra de Guadarrama i la serra de Gredos. Els pilots van patir problemes de circulació a les cabines no pressionades mentre volien a prop de la part superior dels cims, però només un avió i cinc homes es van perdre a les barreres naturals. Els brots de grip i pneumònia a causa de les males condicions de vida van continuar minvant la moral. Un dels principals problemes va ser el caça inadequat. El Heinkel He 51 no estava a l'alçada, Sperrle va demanar a Berlín que enviés avions moderns. Al desembre tres caces Messerschmitt Bf 109 estaven a Espanya, només per tornar al febrer següent, seguits d'un únic prototip Heinkel He 112 i un bombarder en picat Junkers Ju 87. Richthofen va viatjar a Berlín per aconseguir més d'aquests tipus d'acord amb el cap d'estat major Albert Kesselring, Ernst Udet i Milch. El comandament de Sperrle va començar a rebre els bombarders Dornier Do 17, He 111, Ju 86 i caces Bf 109 el gener de 1937. [28] L'1 d'abril de 1937 Sperrle va ser ascendit a Generalleutnant.

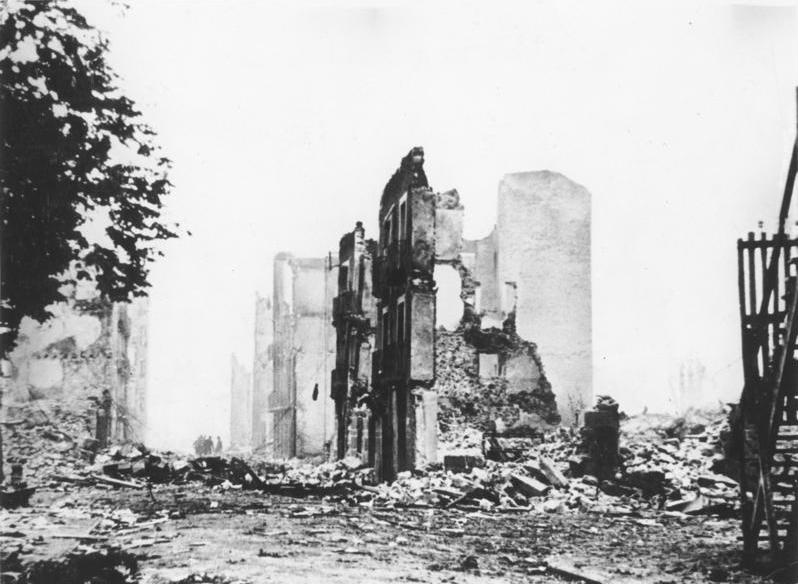
Ruïnes de Guernica

Els nacionals es van dedicar a destruir l'enclavament de l'exèrcit republicà al llarg del golf de Biscaia l'estiu de 1937. Sperrle va traslladar el seu quarter general a Vitòria per dirigir la seva petita força de 62 avions. La Campanya de Biscaia va començar el 31 de març amb el bombardeig de Durango. Els nacionals espanyols van informar de moviments de l'exèrcit republicà a la ciutat, però abans que arribessin elsbombarders es van retirar, deixant que els bombarders devastessin la ciutat i matessin 250 civils. Sperrle va protestar davant els nacionals pel "malbaratament de recursos", però els seus propis atacs autoritzats a la fàbrica d'armes de la ciutat van ser inexactes i van fer igualment malbé la imatge de la Legió. Després, Sperrle va donar suport a la batalla per Otxandio. Els nacionals es van negar a cooperar en una operació d'encerclament que permetia als defensors retirar-se cap a Guernica. En un moment de farsa, Sperrle va ser arrestat en una visita al front de les forces nacionalistes com a presumpte espia.
El personal de Sperrle no tenia informació sobre el Guernica. Richthofen va destinar el pont Rentaria de la ciutat per a l'atac, però sembla que estava més interessat en Guerricaiz sis olms (10 km) al sud-est de Guernica. Richthofen es va referir a aquesta ciutat com "Guernicaiz" al seu diari. El flanc esquerre republicà va haver de retirar-se per Guernica i el personal aeri el va destinar a bombardejar. L'entrada del diari de Richthofen, datada el 26 d'abril de 1937, documentava el propòsit de l'atac. El seu pla era bloquejar les carreteres del sud i l'est de Guernica, oferint així l'oportunitat d'encerclar i destruir les forces republicanes.
Més tard aquell dia, 43 bombarders van llançar 50 tones de bombes sobre la ciutat. L'atac ha estat controvertit des de llavors. L'atac, descrit per alguns com "bombardeig de terror", no es va planificar com un atac contra la població i no hi ha proves que els alemanys anessin a la moral dels civils. Guernica va actuar com un important centre de transport per a 23 batallons en posicions a l'est de Bilbao. Dos batallons —el XVIII Loyala i Saseta— eren a la vila. L'atac va impedir la fortificació del Guernica i va tancar les carreteres al trànsit durant 24 hores, impedint que les forces republicanes evacuessin el seu equip pesat a través del pont. Tot i que no hi ha proves que els civils van ser objectiu, 300 persones van morir, i no hi ha cap registre de cap comandant aeri alemany que expressés simpatia o preocupació pels civils a prop d'un objectiu militar. Sperrle no va ser recriminat pel Guernica.
La Legió Còndor va donar suport als nacionals a la batalla de Bilbao i va tenir un paper important en la derrota d'una ofensiva republicana a la batalla de Brunete, prop de Madrid. En atacar camps d'aviació, utilitzant el batalló antiaeri en primera línia i comprometent els 20 caces Bf 109 en el paper d'escorta de caces, els nacionalistes van guanyar la superioritat aèria sobre la Força Aèria Republicana de 400 persones. Els nacionals van destruir 160 avions amb la pèrdua de només 23. Els homes de Sperrle van encaminar vuit batallons d'infanteria i un gran nombre de tancs en el suport aeri proper i paper d'interdicció. A partir d'aquest moment, la Legió va posseir la superioritat aèria general i la flexibilitat per traslladar-se ràpidament a altres fronts per donar suport a la guerra terrestre.
Tornant al nord, a l'agost i setembre de 1937, la legió de Sperrle va ajudar a la victòria de Franco a la batalla de Santander amb només 68 avions; cap de les pèrdues de Brunete havia estat substituïda. S'ha informat que els republicans van perdre 70.000 homes capturats. Durant la resta de setembre, el comandament alemany es va centrar en l'ofensiva d'Astúries que va posar fi a la Guerra del Nord. Sperrle va perdre 12 avions i 22 homes morts, que representen el 17,5 per cent de la seva força. Els atacs, que van enfrontar l'oposició de només 45 avions republicans, van ser efectius i van imposar fins a un 10% de pèrdues a algunes formacions d'infanteria republicana. El comandant republicà Adolfo Prada més tard va declarar que el bombardeig havia enterrat unitats senceres en runes.
A finals de 1937, Sperrle va lluitar contra la ingerència de Wilhelm Faupel, un dels assessors d'Adolf Hitler en els afers espanyols. La disputa es va fer tan perjudicial que Hitler va treure tots dos homes de les seves posicions. Sperrle va transferir el comandament de la Legió Còndor al generalmajor Hellmuth Volkmann i va tornar a Alemanya el 30 d'octubre. L'1 de novembre de 1937 Sperrle va ser ascendit a General der Flieger.

## L'Anschluss i l'annexió de Txecoslovàquia
Sperrle va rebre el comandament del Grup 3 de la Luftwaffe (Luftwaffengruppenkommando 3) l'1 de febrer de 1938 que finalment es va convertir en la Luftflotte 3 (3a Flota Aèria) el febrer de 1939. Sperrle va comandar la flota aèria durant la resta de la seva carrera militar.
Sperrle va ser utilitzat per Hitler en la seva política exterior per intimidar petits veïns amb la Luftwaffe, que s'havia guanyat una reputació a Espanya. El 12 de febrer de 1938, Hitler va convidar Sperrle a una reunió a Berchtesgaden amb Kurt Schuschnigg, canceller de l'Estat Federal d'Àustria. Els generals Wilhelm Keitel i Walther von Reichenau també van ser presents. Les reunions finalment van ajudar a preparar el camí per a l'Anschluss, la presa nazi d'Àustria. La primera reunió va aconseguir el nomenament del doctor Arthur Seyss-Inquart, nazi austríac, com a ministre de l'Interior. Quan Schuschnig va anunciar un plebiscit sobre la independència d'Àustria, Hitler va ordenar al Luftkreis V de Sperrle que es mobilitzés per a una invasió el 10 de març. El 12 de març, els aviadors de Sperrle van llançar fulletons sobre Viena. Les tres unitats de combat de Sperrle, KG 155, KG 255 i JG 153, es van traslladar als aeròdroms al voltant de Linz i Viena durant la invasió.
L'1 d'abril de 1938, el Luftwaffengruppenkommando 3 i el seu comandament subordinat, Fliegerkommandeure 5, sota el comandament del majorgeneral Ludwig Wolff, tenien un Jagdgeschwader (ala de caça), dos Kampfgeschwader (ales de bombarderS) i un Sturzkampfgeschwader (ala de bombarder en picat). La flota aèria de Sperrle va ser utilitzada per amenaçar el president de Txecoslovàquia, Emil Hácha, perquè acceptés el domini nazi i la formació d'Eslovàquia. Sperrle posseïa 650 avions a la Fliegerdivision 5, que formaven part del seu comandament. Les seves ordres eren donar suport al 12è Exèrcit en cas que fos necessària una invasió de Txecoslovàquia. Albert Kesselring, comandant la Luftwaffengruppenkommando 2, rebre la meitat dels 2.400 avions que recolzaven la invasió i la responsabilitat de donar suport a tres exèrcits de camp. L'Acord de Múnic va posar fi a la perspectiva de la guerra i les forces de Sperrle van aterrar a l'aeròdrom d'Aš quan la Wehrmacht va annexionar els Sudets l'octubre de 1938.
El març de 1939 Hitler va decidir annexionar-se completament Txecoslovàquia i arriscar-se a la guerra. Va tornar a dirigir-se a la Luftwaffe per ajudar-lo a aconseguir resultats diplomàtics. L'amenaça de bombardeig aeri va resultar crucial per obligar les nacions més petites a sotmetre's a l'ocupació alemanya. Els èxits van confirmar l'opinió de Hitler que el poder aeri es podria utilitzar políticament, com una "arma del terror". En una sèrie de reunions a Berlín, Hitler va dir a Hácha que la meitat de Praga podria ser destruïda en dues hores, i centenars de bombarders estaven preparats per a l'operació. [50] Hitler va demanar a Sperrle que parlés de la Luftwaffe, per intimidar el president txec. Hácha suposadament es va desmaiar, i quan va recuperar la consciència, Göring li va cridar: "pensa en Praga!"
L'ancià president va ordenar de mala gana a l'exèrcit txecoslovac que no resistís. La part aèria de l'ocupació alemanya de Txecoslovàquia va ser realitzada per 500–650 avions pertanyents a la recentment rebatejada flota aèria de Sperrle, Luftflotte 3. La majoria d'aquests avions es van concentrar a la 4a Divisió Flieger (4a Divisió de Vol). La condició operativa de la Luftwaffe era del 57 per cent i el 60 per cent requeria manteniment, mentre que els dipòsits només tenien prou motors aerodinàmics de recanvi per cobrir entre el 4 i el 5 per cent de la força de primera línia. Només 1.432 dels 2.577 tripulants disponibles estaven totalment entrenats. Només el 27 per cent de les tripulacions dels bombarders estaven formats per instruments. Aquests problemes van reduir efectivament les unitats de caces i bombarders al 83 i al 32,5 per cent de la seva força. La gràcia salvadora de la Luftwaffe va ser que les forces aèries britàniques, franceses i txeques es trobaven en un estat lleugerament pitjor el 1939.

## Segona Guerra Mundial
L'1 de setembre de 1939, la Wehrmacht va envair Polònia i l'Imperi Britànic i França van declarar la guerra en la seva defensa. La Luftflotte 3 de Sperrle va romandre custodiant l'espai aeri alemany a l'oest d'Alemanya i no va contribuir a la invasió alemanya, possible gràcies al pacte de no agressió amb la Unió Soviètica. L'ordre de batalla de la flota aèria havia estat desposseït de gairebé totes les unitats de combat que tenia el març de 1939. Només quedaven dos equips de reconeixement (esquadrons) i una unitat de bombarders adjunta al Wekusta 51. Sperrle va rebre el competent majorgeneral Maximilian Ritter von Pohl com el seu cap de gabinet. Els dos homes van fer una "bona associació". A Sperrle també li va ser assignat el majorgeneral Walter Surén, nomenat com a oficial de senyals de la flota aèria. Surén va planificar i organitzar les comunicacions de camp alemanyes per a l'ofensiva l'any 1940. Mentre guardava el front occidental durant la Guerra de Broma, la petita flota de 306 avions de Sperrle, que incloïa 33 Arado Ar 68 obsolets, va lluitar contra els atacs de sondeig francesos i britànics.
Sperrle va desenvolupar una reputació de gourmet, l'avió de transport privat del qual comptava amb una nevera per mantenir els seus vins frescos, i encara que tan corpulent com Göring, era fiable i tan despietat com el seu superior. Sperrle volia que la seva flota aèria prengués una posició més agressiva i va convèncer Göring. El 13 de setembre de 1939 va ser autoritzat a emprendre missions de reconeixement de llarg abast a gran alçada a altituds extremes. Sperrle ja havia pres la iniciativa el 4 de setembre quan l'I./KG 53 va dur a terme una operació d'aquest tipus. Les operacions fotogràfiques sobre França autoritzades per l'OKL van començar el 21 de setembre, que l'Oberkommando der Wehrmacht no va sancionar fins quatre dies després. . Sperrle va perdre vuit avions entre el 21 i el 24 de novembre de 1939, però va aconseguir obtenir bons resultats de reconeixement. Les pèrdues van impulsar el seu ús d'escortes de caces en el viatge de tornada. Les operacions de reconeixement es van facilitar quan Sperrle va rebre el KG 27 i el KG 55 un cop acabada la campanya polonesa.

### Batalla de França
La Luftflotte 3 va ser enormement reforçada a la primavera de 1940. La seu de Sperrle estava basada a Bad Orb. A la flota aèria li va ser assignada al I. Flakkorps al comandament del Generaloberst Hubert Weise, al I. Fliegerkorps al comandament del Generaloberst Ulrich Grauert a Colònia, el II. Fliegerkorps sota el comandament del Generaloberst Bruno Loerzer a Frankfurt, i el V. Fliegerkorps sota el comandament del general Robert Ritter von Greim a Gersthofen. El Jagdfliegerführer 3 sota el comandament de l'oberst Gerd von Massow va ser assignat a la flota aèria de Wiesbaden. Massow va ser substituït durant la campanya per l'oberst Werner Junck. Per a la propera batalla, Sperrle tenia 1.788 avions (1.272 operatius) a la seva disposició. Oposant-se a Sperrle, hi havia l'Armée de l'Air de les zones oriental (ZOAE) i sud (ZOAS) sota el comandament del General de Corps d'armée Aérien René Bouscat i Robert Odic. Bouscat tenia 509 avions (363 operatius) i Odic 165 (109 preparats per a combatre).
L'I. Fliegerkorps va cobrir una línia que va des d'Eupen, fins a la frontera amb Luxemburg, cap a l'oest a través de Fumay, al sud de Laon fins a Senlis i el Sena a Vernon fins al Canal de la Mànega amb només 471 avions. Les condicions ennuvolades van impedir que les ales dels bombarders trobessin aeròdroms, de manera que els objectius industrials van ser atacats. El II. Fliegerkorps operava des de Bitsch fins a Revigny, fins a Villenauxe, després a l'oest al nord d'Orleans i al sud de Nantes fins a l'Oceà Atlàntic al sud del riu Loira amb només 429 avions. El V. Fliegerkorps va cobrir el sud d'aquesta línia amb 498 avions i els 359 caces del Jagdfliegerführer 3.

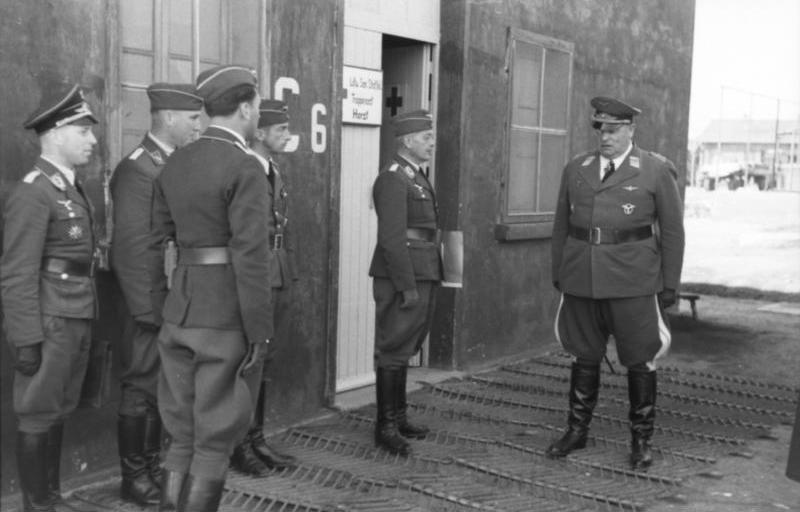
Sperrle (dreta), amb oficials d'estat major a França

Fall Gelb va començar el 10 de maig de 1940. La flota aèria de Sperrle es va dedicar a les operacions de suport al Generaloberst Gerd von Rundstedt i al Grup d'Exèrcits A a la batalla de Bèlgica i a la batalla de França, així com al Grup d'Exèrcits C. La campanya contraaire de Sperrle va començar malament, reflectint una mala interpretació fotogràfica dels objectius, encara que més tard va afirmar que les operacions de la Luftflotte 3 van ser decisives per aconseguir la superioritat aèria. La Luftflotte 2 de Kesselring va aconseguir un èxit molt més gran. Només 29 dels 42 aeròdroms bombardejats estaven sent utilitzats. Es van atacar tres bases de la Força Aèria Avançada de la RAF. Els homes de Sperrle van afirmar que s'havien destruït entre 240 i 490 avions, la majoria "en hangars": les pèrdues dels aliats van ser en realitat 40 avions de primera línia. La pena per no neutralitzar les unitats de caces aliades va costar 39 avions Sperrle. Loerzer va perdre 23, la pèrdua més alta de tots els cossos aeris del dia.
El Flakkorps de Weiss va rebutjar els atacs de l'ASSAF de la RAF contra l'avanç alemany, causant una taxa de pèrdua del 56 per cent. Del 10 al 13 de maig de 1940, la flota aèria de Sperrle es va acreditar amb 89 avions destruïts en lluites de gossos, 22 per antiaèries i de 233 a 248 a terra. El dia més exitós registrat va ser l'11 de maig; Es van reclamar 127 avions, 100 a terra i 27 a l'aire. En un incident notable, el 8./KG 51, una de les unitats de la flota aèria, va bombardejar Friburg per error causant 158 baixes civils i matant 22 nens. Per encobrir l'error, el ministre de propaganda nazi Joseph Goebbels va culpar els britànics i francesos de la "massacre de Friburg".
Els bombarders de Sperrle van establir les bases d'un avenç. El cos aeri de Loerzer i Grauert va ordenar que els seus avions de reconeixement abastessin uns 400 quilòmetres en territori francès. Van evitar la zona de Sedan (Ardenes) així que per no atreure l'atenció dels francesos sobre les forces alemanyes que avançaven sobre ella, van vigilar acuradament les reaccions aliades. Els comandants del cos aeri de Sperrle van dirigir les operacions d'interdicció aèria i van ordenar atacs a les comunicacions ferroviàries per evitar el desplegament cap a l'oest de l'exèrcit francès des de la línia Maginot i per determinar les reserves aliades interrompent les comunicacions a través del Mosa. Del 10 al 12 de maig, 26 estacions de ferrocarril i 86 localitats franceses van ser bombardejades. Sperrle va mantenir la pressió sobre els aeròdroms: 44 van ser colpejats entre l'11 i el 12 de maig. Loerzer i V. Fliegerkorps, sota Greim, també van bombardejar el trànsit rodat al voltant de Charleville-Mézières.
El 13 de maig, el 1r Exèrcit Panzer del general von Kleist estava disposat a creuar el Mosa a Montherme, amb el XIX Armeekorps de Heinz Guderian a Sedan. Per donar suport a l'avenç, el VIII Fliegerkorps del generalleutnant  von Richthofen va ser traslladat a la Luftflotte 3. Loerzer, complementat per algunes de les forces de Richthofen, va donar suport a l'avenç de Guderian a Sedan. Sperrle va organitzar un únic bombardeig massiu de les defenses; Loerzer no va dur a terme el pla, sinó una sèrie d'operacions de bombardeig al front del Mosa. El II Fliegerkorps va fer 1.770 missions, el comandament de Richthofen en va fer 360. El bombardeig va tenir un paper important per permetre l'avenç a Sedan, mentre que els caces de Sperrle van rebutjar els intents dels aliats de bombardejar el pont el 14 de maig, després de la seva captura. Les defenses aèries alemanyes van representar 167 bombarders destruïts.
Durant l'avenç al Canal de la Mànega, les xarxes ferroviàries van ser atacades per evitar que les forces aliades es reunissin. El V. Fliegerkorps de Greim va sotmetre les forces franceses en reagrupament a un fort bombardeig aeri. Del 13 al 24 de maig, 174 estacions de ferrocarril franceses van ser bombardejades i 186 localitats, mentre que les fàbriques van ser atacades en 35 ocasions i els aeròdroms 47 vegades. L'avanç de Guderian va trencar el cor de l'àrea de ZOAN i la infraestructura de l'AASF amenaçant els aeròdroms occidentals de ZOAE. Els britànics van abandonar França el 19 de maig, un dia abans que l'exèrcit alemany arribés al Canal d'Amiens. Els subordinats de Sperrle, Richthofen i Greim van perdre 47 avions de reconeixement en cinc dies en un intent per trobar objectius.
En aquest moment, el límit de Sperrle amb Kesselring baixava pel Sambre fins a Charleroi. La missió de Sperrle era protegir el flanc sud de Guderian, encara que se li va ordenar que assistís contra un intent de contraatac a prop d'Arràs donant suport a l'avançament del 4. Armee cap al nord. El I. Fliegerkorps de Grauert va contribuir a 300 sortides sobre Arras. Loerzer i Greim van protegir Guderian al llarg de l'Aisne, el primer recolzava el Segon i el Dotzè exèrcits. Els subordinats de Sperrle van fer només set operacions contra aeròdroms del 20 al 23 de maig, però 54 contra estacions de ferrocarril i altres 47 contra localitats.
Sperrle i Kesselring es van oposar a l'ordre d'aturada durant la batalla de Dunkerque. Cap dels dos creia que la bossa es pogués reduir només amb la força aèria. Sperrle, segons Richthofen, era ambivalent i havia fet poques provisions per a un atac al port, preferint concentrar-se en la seva àrea d'operacions al sud. Richthofen i Kesselring van argumentar que els seus comandaments havien sofert grans pèrdues i no estaven en condicions de guanyar la superioritat aèria. La campanya va començar de manera prometedora quan Grauert i Loerzer van ajudar en el bombardeig i la destrucció del port interior forçant la navegació aliada a utilitzar el port exterior més pobre. El 26 de maig, els caps d'estat major de I., II., V. i VIII. Fliegerkorps es van reunir al Château de Roumont, prop d'Ochamps, amb Sperrle per a una conferència sobre qüestions de coordinació. ULTRA a Bletchley Park va interceptar els senyals de Richthofen i es van enviar deu avions per bombardejar l'edifici, que va ser impactat però va causar pocs danys.

Fall Rot— Sperrle va comandar la seva flota aèria des de l'oest d'Alemanya fins a la costa atlàntica

La flota aèria de Kesselring va portar la càrrega de les operacions sobre Dunkerque, però els homes de Sperrle també estaven atacant la navegació. Keller va rebre l'ordre de destruir els ports belgues en suport del 18. Armee, mentre que 30 avions de Loerzer II. Els Fliegerkorps —inclosos 12 del KG 3— es van perdre en la batalla amb el grup número 11 de la RAF del vicemariscal de l'aire Keith Park. Es van llançar aproximadament 320 tones de bombes, que van matar 21 aviadors alemanys presoners de guerra que esperaven ser transportats a Anglaterra i van ferir 100 més. Des del 27 de maig, els cossos aeri I i II de Sperrle van intentar guanyar superioritat aèria sobre Calais–Zona de Dunkerque—Calais havia caigut el dia anterior. El Jafü 3 de Massow va proporcionar escorta de caces. Sobre els ports, les flotes aèries alemanyes van enfonsar o van danyar 89 vaixells (126.518 grt) i vuit destructors amb 21 més danyats. Sperrle i Kesselring no van poder impedir l'evacuació de Dunkerque, malgrat que volaven 1.997 caces, 1.056 bombarders i 826 operacions d'atac.
Gelb estava complet i l'OKL es va preparar per a Cas Vermell. La Luftflotten es va reorganitzar; Sperrle va retenir II. i V. Fliegerkorps juntament amb I. Flakkorps . El cos antiaeri es va reorganitzar en dues brigades, amb quatre regiments cadascun amb la potència de foc de 72 bateries. Sperrle va haver d'atacar molt més profundament a França i se li va donar la majoria dels Zerstörer (avions destructors) equipats amb Messerschmitt Bf 110, la meitat d'ells donats a Greim i Loerzer. Sperrle podria reunir 1.000 avions. El 5 de juny, l'ordre de batalla de Sperrle enumera el VIII cos de Richthofen i el Jafü 3 de Massow. Enfront d'ells hi havia 2.086 avions de l'Armée de l'Air, però la producció d'avions no era igualada per la fabricació de components, i només el 29 per cent estaven operatius.
En un preludi de l'ofensiva, Sperrle planeja dur a terme operacions de bombardeig estratègic contra París. Sperrle havia planejat durant molt de temps atacs aeris a París utilitzant els II., V. i VIII. Fliegerkorps al maig. Es va veure obligat a abandonar el pla el 22 de maig a causa del temps, però l'endemà, l'OKL va preparar un pla per a l'operació Paula. El pla era atacar els 1.000 avions francesos estimats detectats als aeròdroms parisencs, però també atacar fàbriques i destruir la moral del poble francès. L'operació es va desfer per un treball deficient del personal i una confiança excessiva en la màquina Enigma. ULTRA va interceptar un missatge del VIII. Fliegerkorps al comandant del KG 77, que va nomenar París com a objectiu. El ZOAN va augmentar la seva força operativa fins a 120 caces i van ser alertats una hora abans que els bombarders alemanys poguessin sortir a l'aire. L'operació va causar danys lleus.
El 5 de juny les forces de Sperrle van fer vuit operacions de bombardeig contra ferrocarrils i localitats, 21 a 31 contra objectius de carretera, 12 contra columnes de tropes i 34 a 42 contra defenses o punts forts de l'exèrcit francès. Només el II Fliegerkorps va fer 276 missions de bombardeig. El 12 de juny, quan el front francès es va enfonsar, Sperrle va planejar un nou assalt a París, però va ser declarada ciutat oberta abans que es pogués dur a terme. Sperrle va rebre l'ordre de donar suport a Rundstedt avançant cap al sud, amb ordres d'encerclar la línia Maginot, des de l'oest. La Luftflotte 3 va dur a terme operacions d'interdicció de ponts al Loira i el 17 de juny Guderian va arribar a la frontera amb Suïssa completant l'encerclament. La campanya es va desenvolupar durant cinc dies més, que va arribar quan la logística de la Luftwaffe s'estava trencant: l'escassetat de combustible i munició era aguda i depenia del transport aeri. Sperrle va intentar impedir l'operació Aerial britànica —una segona evacuació— però l'únic èxit va ser l'enfonsament del Lancastria, amb 5.800 vides perdudes.
El 20 de juny es van acordar l'armistici del 22 de juny de 1940. En saber-ho, Sperrle va ordenar l'abandonament d'una operació de bombardeig planificada contra Bordeus. A les 21:00 del 24 de juny, Sperrle va ordenar que la Luftflotte 3 cessés les seves operacions a les 00:35 del matí següent. A la cerimònia dels mariscals de camp de 1940, Sperrle va ser ascendit a aquest rang.

### Batalla d'Anglaterra
El juliol de 1940 el govern de Winston Churchill va rebutjar les propostes de pau de Hitler. Hitler va decidir treure Gran Bretanya de la guerra. L'OKL va començar la planificació provisional de l'Operació Atac de l'Àliga per destruir el Comandament de Caces de la RAF per guanyar la superioritat aèria, abans de donar suport a un aterratge amfibi a Gran Bretanya, amb el nom en clau "Operació Lleó Marí".
Sperrle va pensar que la RAF podria ser derrotada al pas. La seva estratègia personal per atacar els ports i la navegació mercant va ser anul·lada per Göring, aparentment perquè els ports serien necessaris per a la invasió. Les notes contemporànies de Kesselring indiquen que pensava que la superioritat aèria només es podia assolir durant un curt període, ja que la majoria dels aeròdroms i fàbriques a Gran Bretanya estaven fora de rang. Sperrle i Kesselring van calcular malament, o van ser enganyats per la intel·ligència, per subestimar el nombre d'avions de caça disponibles per al Comandament de Caça; van situar el total de la RAF en 450 avions quan la xifra real era de 750. Les fallades cròniques de la intel·ligència en la producció britànica, els sistemes de defensa i el rendiment dels avions van inhibir l'operació aèria alemanya durant tota la batalla. Joseph Schmid, l'oficial en cap d'intel·ligència de l'OKL, va ser el principal responsable de proporcionar informació inexacta i distorsionada als comandants aeris alemanys alts, fomentant un enorme excés de confiança.
La Luftwaffe es va reagrupar després de la batalla de França en tres Luftflotten (flotes aèries). La Luftflotte 2, comandada pel Generalfeldmarschall Albert Kesselring, la Luftflotte 5, dirigida pel Generaloberst Hans-Jürgen Stumpff, tenia la seu a Noruega i la Luftflotte 3, sota el comandament del Generalfeldmarschall Sperrle. La Luftflotte 2, les unitats de la qual estaven basades al nord d'Alemanya, Països Baixos, Bèlgica i França al nord del Sena, es preocuparia principalment de l'àrea a l'est d'una línia des de Le Havre passant per Selsey Bill als Midlands (Anglaterra); la Luftflotte 3, amb seu a l'oest de França, tractaria de manera similar els objectius a l'oest i al nord-oest d'aquesta línia. Cada Luftflotte havia d'atacar la navegació al seu propi tram de costa. Els atacs de diversió, destinats a treure part de les defenses del sud, es realitzarien al nord-est d'Anglaterra, al sud-est d'Escòcia i al transport marítim en aigües adjacents per part de la Luftflotte 5 des dels aeròdroms noruecs i danesos.
Kesselring era responsable de totes les unitats de la força aèria al nord d'Alemanya, Països Baixos, Bèlgica i el nord-est de França, mentre que Sperrle tenia el control de les forces al nord i l'oest de França. A la Luftflotte 3 se li va assignar el Fliegerkorps IV d'Alfred Keller, amb seu a Bretanya, el Fliegerkorps VIII de Richthofen a la regió de Cherbourg i el Fliegerkorps V de Greim a l'àrea del Sena; no es coneixen els límits precisos entre el cos aeri. Tota la força dels bombarders de la flota aèria de Sperrle estava reservada per als bombardejos nocturns. El comandament de Sperrle no va començar atacs a gran escala fins a l'última setmana de setembre.
La primera tasca de Sperrle contra les illes britàniques va ser durant la fase del Kanalkampf (Batalla del canal) del que es coneixeria com la batalla d'Anglaterra. L'objectiu era atraure el Comandament de Caces a les baralles de gossos atacant la navegació al Canal. Apuntant als sistemes de combois britànics, el juliol de 1940 la flota aèria de Sperrle va reclamar 90 vaixells enfonsats per aproximadament 300.000 tones, un terç d'això es va reclamar durant els mesos d'agost i setembre. Les afirmacions eren àmpliament optimistes. Només 35 vaixells van ser enfonsats durant el període Kanalkampf. Sperrle s'estava desconcertant per les pèrdues de personal, més que d'avions. Dos dies abans de l'operació Àguila, prevista per al 13 d'agost, n'havia perdut dos Gruppenkommandeur i un Staffelkapitän. Sperrle sabia que no es podia permetre el luxe de perdre oficials experimentats a aquest ritme.

La cobertura del radar britànic, el 1940, es va estendre a la costa francesa i a l'interior fins a Normandia i Bretanya, on es va basar la flota aèria de Sperrle.

L'èmfasi dels atacs aeris alemanys va passar a bombardejar les bases del Comandament de Caça i la seva infraestructura. El 13 d'agost de 1940, la flota aèria de Sperrle va tenir un paper en la fallida Unternehmen Adlerangriff ("Operació Atac de l'Àliga"). Quan va caure la nit, Sperrle va enviar el Kampfgruppe 100 (Grup de Bombardeig 100) a bombardejar la fàbrica de Supermarine Spitfire a Castle Bromwich, Birmingham, sense resultat. Sperrle, Kesselring, Grauert i Loerzer van ser convocats a Karinhall per explicar per què l'operació ha estat un embolic. A la reunió, es va decidir intensificar els atacs des de totes direccions, inclòs la 5a Flota Aèria a Noruega, quan el temps ho permetés.
El 14 d'agost, Sperrle va començar una sèrie d'atacs més petita, prolongada, però àmpliament dispersa contra aeròdroms i altres objectius a la meitat occidental d'Anglaterra. Els atacs no van ser gaire efectius i van fer guanyar a la Luftflotte una reprovació de Göring. L'endemà, entre mitjanit i mitjanit, la Luftwaffe va fer 1.786 sortides. Consultant-se amb els seus comandants, Göring va condemnar la falta de previsió que havia enviat molts bombarders de la Luftflotte 3 a missions difícils, aptes només per a tripulacions escollides amb experiència. El Reichsmarschall també va deplorar el malbaratament d'esforç causat per triar objectius sense valor estratègic com a "alternatives" per a les tripulacions que no poden assolir els seus objectius principals. El 15 d'agost va ser conegut com el "Dijous Negre" a la Luftwaffe a causa de l'escala dels combats i les pèrdues.
El 18 d'agost de 1940, conegut com "El dia més dur", va resultar desastrós per a la flota aèria de Sperrle. La Luftflotte 3 tenia poca intel·ligència; els aeròdroms britànics atacats per la Flota Aèria no tenien res a veure amb la batalla per la superioritat aèria, ja que pertanyien al Comandament Costaner de la RAF i al Fleet Air Arm. Sperrle i el seu comandament desconeixien els errors de la intel·ligència, i com va comentar un analista, "literalment no sabien què estaven fent. Qualsevol pista d'aterratge d'herba amb uns quants edificis al seu voltant semblava justificar una incursió." Des de la perspectiva tàctica, el posicionament inadequat dels líders de caces de Sperrle va permetre als pilots de la RAF atacs massius contra elements aïllats dels bombarders en picada, causant grans pèrdues. El 24 d'agost Göring va ordenar a Sperrle que conduís operacions de bombardeig contra Liverpool, una important ciutat portuària. Tres dies després, va decretar que la flota aèria de Sperrle s'utilitzaria exclusivament per a atacs nocturns i va desviar les seves unitats de caça cap a Kesselring. 450 tones de bombes van danyar els molls i van danyar l'HMS Prince of Wales. Vint-i-quatre hores abans, l'últim gran atac de Sperrle durant diverses setmanes contra Portsmouth va ser rebutjat pel Grup 11 de Park.
La nit del 28 d'agost, la Luftflotte 3 va atacar Liverpool. L'atemptat de la nit va ser considerat el primer gran atac nocturn al Regne Unit. El procés es va repetir durant tres nits. La Luftflotte 3 enviava una mitjana de 157 bombarders per nit a Liverpool i Birkenhead. Al voltant del 70 per cent de les tripulacions van afirmar haver llançat, cada nit, una mitjana de 114 tones d'alt explosiu i 257 bombes incendiàries. El 29 d'agost es van enviar 176 tripulacions, de les quals 137 van afirmar haver arribat als ports de Mersey i haver-hi llençat 130 tones d'alts explosiu i 313 bombes incendiàries. Per a la Luftflotte 3 les quatre batudes van suposar l'esforç més gran que van poder fer sense perjudicar la seva capacitat d'operar durant les properes setmanes. La tercera nit només van caure unes 40 tones d'explosius sobre Liverpool, Birkenhead o prop. Els molls no van ser afectats i els danys van ser majoritàriament a propietats suburbanes. Sperrle només va perdre set tripulacions, cosa que reflecteix l'estat deficient de les defenses dels caces nocturns de la RAF.
A principis de setembre de 1940, Sperrle va poder reunir 350 bombarders i bombarders en picat i uns 100 caces, ja fos per als seus propis propòsits o per donar suport al Novè Exèrcit i, si fos necessari, al Sisè Exèrcit en un desembarcament. Sperrle va perdre Richthofen davant Kesselring que va prendre possessió d'algunes unitats a Normandia, i va concentrar la força disponible de bombarders en picat prop de l'estret de Dover. Sperrle es mostrava escèptic sobre les pèrdues informades del Comandament de Caces. Havia vist reclamacions inflades abans a Espanya i advocava per mantenir els atacs contra la RAF i les infraestructures que la donen suport. Aquesta estratègia estava a punt de canviar.
La batalla pels aeròdroms va continuar al setembre. El tercer dia, Göring es va reunir amb Sperrle i Kesselring. Göring estava segur que el Comandament de Caces estava esgotat i va preferir atacar Londres per treure les darreres reserves de caces britàniques. Kesselring va acceptar amb entusiasme; Sperrle no. Kesselring va instar a Göring a dur a terme un atac total basant-se en l'afirmació no provada que el Comandament de Caces havia estat pràcticament destruït. Sperrle va rebutjar l'optimisme de Kesselring i va posar la força britànica en la xifra més precisa de 1.000 caces. No obstant això, la percepció de Kesselring va prevaler. El desacord entre els dos comandants de la flota aèria no era estrany, i encara que poques vegades es barallaven, els seus comandaments estaven separats i no coordinaven els seus esforços. En canvi, van lluitar les seves pròpies campanyes privades.
El focus de les operacions aèries va canviar a destruir els molls i les fàbriques al centre de Londres. El canvi d'estratègia ha estat descrit com a controvertit militarment. Sens dubte, la decisió va alleujar la pressió sobre el Comandament de Caces, però els registres de guerra i l'anàlisi de la postguerra han demostrat que el Comandament de Caces no estava a punt de col·lapse, tal com suposava la intel·ligència alemanya. Les conseqüències per als aviadors de la Luftwaffe van ser greus el 15 de setembre de 1940. Els aviadors alemanys es van trobar amb un enemic preparat i les pèrdues de la tripulació van ser set vegades més grans que les britàniques. A més, el Comandament de Caces no va comprometre la seva reserva durant els principals atacs com va predir el comandament alemany.

### El Blitz
Les operacions de bombardeig van continuar contra el Fighter Command a l'octubre de 1940, però gradualment es va posar més èmfasi en atacar ciutats industrials, principalment perquè oferia l'única manera de continuar les hostilitats contra Gran Bretanya directament en absència d'invasió. L'estratègia aèria es va tornar cada cop més sense rumb i confusa. Els danys a l'economia i la moral de guerra britàniques van ser mínims fins al 1941. La preferència per les operacions de nit sobre dies era evident en el nombre d'operacions de bombardeig realitzades per les flotes aèries alemanyes. L'octubre de 1940 es van fer 2.300 sortides a la llum del dia i 5.900 a la nit, reduint les pèrdues de 79 en operacions diürnes a 23 a la nit. El comandament de Sperrle va fer volar la majoria de les missions; 3.500 davant les 2.400 de Kesselring.
La flota aèria de Sperrle va rebre el Fliegerkorps I a finals d'agost de 1940. El cos contenia unitats especialitzades equipades amb Y- Verfahren (Control Y), una ajuda a la navegació nocturna que va precipitar la batalla de les Mànegues. A diversos cossos aeris de Greim se'ls va assignar unitats buscadors del KG 26 i KG 55 conegudes com a Beleuchtergruppe (grup d'il·luminació). Sperrle havia passat l'última setmana d'agost i la primera setmana de setembre preparant-se per a operacions nocturnes a gran escala. La flota aèria de Sperrle va ajudar a l'inici del Blitz que va començar de debò el 7 de setembre de 1940. Aquesta nit aproximadament 250 avions van llançar 300 tones d'alt explosiu i 13.000 incendiaris al centre de Londres.

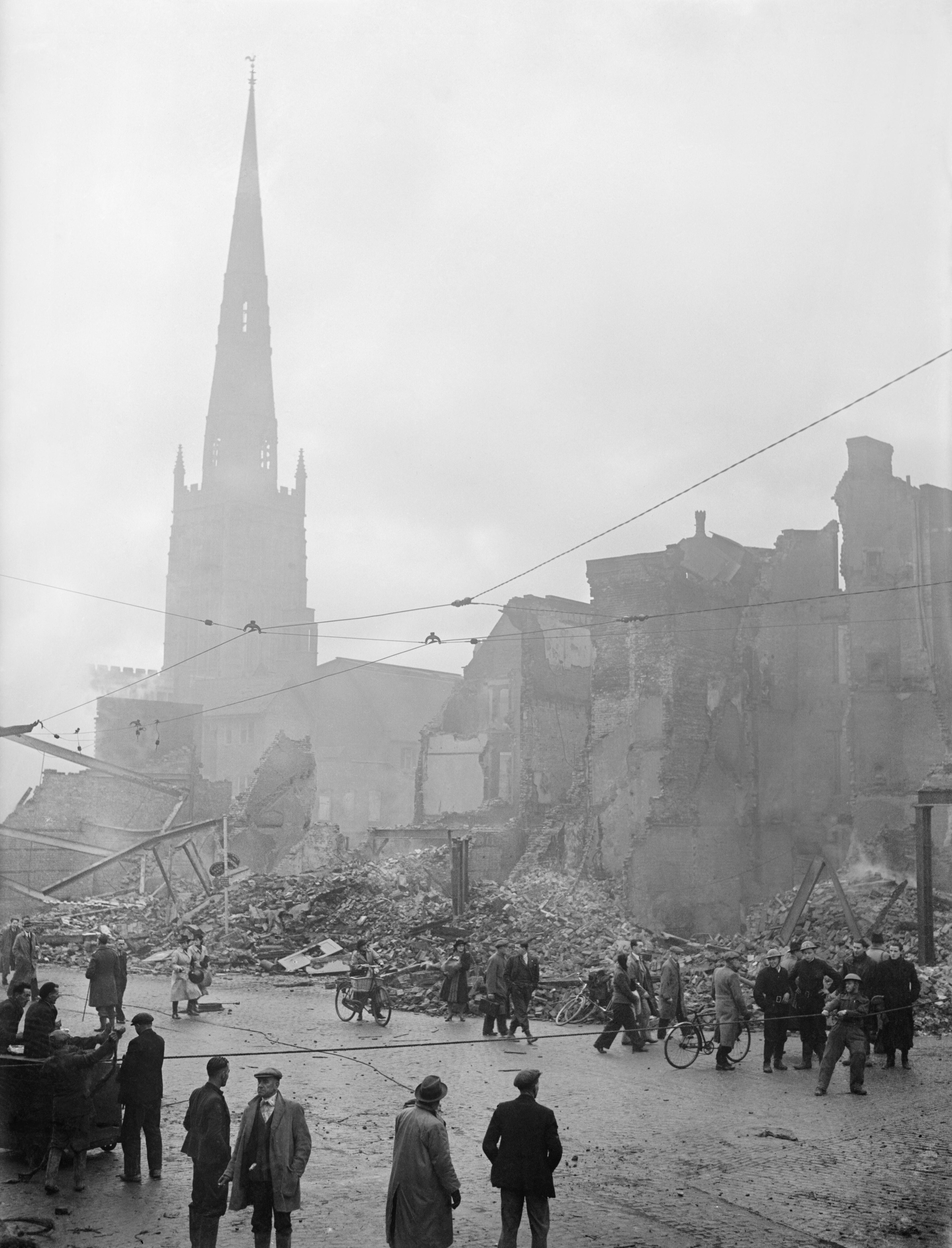
Blitz de Coventry. L'església medieval de la Santíssima Trinitat és visible

Els aviadors de Sperrle van fer 4.525 bombardejos el novembre de 1940. La flota aèria va tenir un paper important en els bombardeigs de Birmingham i Coventry, amb el suport de la Luftflotte 2. Sperrle va proporcionar 304 dels 448 bombarders de l'atac contra Coventry. Els registres alemanys supervivents suggereixen que l'objectiu de l'atac de Coventry era interrompre la producció i la reconstrucció fonamentals per a la indústria de l'automòbil, però també deixar sense cases els treballadors. 503 tones d'alt explosiu i bombes de petroli van ser llançades per les 449 tripulacions que afirmaven haver colpejat l'objectiu. La destrucció del centre de la ciutat va costar a la flota aèria un bombarder.
Al novembre, 159 bombarders de la Luftflotte 2 i 3 van bombardejar Southampton destruint gran part de la ciutat. Els bombarders units a la flota aèria van liderar atacs a Birmingham, que formaven part d'una força de 357 persones. Les bombes incendiaris van iniciar incendis que eren visibles des de 47 milles (76 quilòmetres) de distància. La flota aèria va participar en atacs a Liverpool (324 bombarders). Entre el 20 i el 22 de desembre de 205 i 299 bombarders van atacar la ciutat. Els bombardejos, contra objectius com Liverpool, no van ser seguits la nit següent, donant temps a la ciutat, als habitants i a les defenses de recuperar-se. El ministre de Seguretat Domèstica Herbert Morrison va advertir que la moral a la ciutat podria enfonsar-se sota un bombardeig sostingut; va informar que s'havien enfonsat 39.126 grt de vaixells, 111.601 grt danyats. La meitat dels amarradors estaven fora de servei i la capacitat de descàrrega es va reduir un 75 per cent.
El desembre de 1940, els grups aeris de Sperrle van fer 2.750 bombardejos contra ciutats britàniques, més dels 700 pilotats pel comandament de Kesselring. Manchester —a prop de Liverpool— va ser bombardejada per primera vegada el desembre de 1940, començant el Blitz de Manchester. Del 22 al 24 de desembre Manchester va ser bombardejada dues nits consecutives per 270, després 171 bombarders. Els objectius del nord es van ampliar per incloure la participació en el Blitz de Sheffield. El 12 de desembre va començar el bombardeig de la ciutat amb atacs de 336 avions i 94 més dos dies després. El bombardeig es va dur a terme al llarg de nou hores, destruint bona part de la ciutat. Londres continuava sent un objectiu primordial. La nit del 9 de desembre de 1940, per exemple, 413 bombarders van colpejar la capital i el 29 de desembre l'atemptat va provocar el que es va conèixer com el Segon Gran Incendi de Londres. Només aquesta nit, la flota aèria de Sperrle va deixar caure 27.499 bombes incendiàries. No va ser l'atac més intens a Londres —136 avions—, però sí el més destructiu.
El 24 de novembre de 1940 148 dels bombarders de Sperrle van començar el Blitz de Bristol. Es van llançar unes 12.000 bombes incendiàries i 160 tones de bombes explosives. Park Street va ser destruït i el Museu de Bristol va ser bombardejat. Van morir 207 persones i milers de cases van ser destruïdes o danyades. La ciutat va ser atacada de nou el 3/4 de gener de 1941. Es van dur a terme 30 atacs aeris contra Bristol segons fonts britàniques en temps de guerra. Aproximadament una mica més de 1.000 persones van morir en els atacs. Al gener de 1941, la Luftflotte 3 havia estat reorganitzada. I. Fliegerkorps sota el Generaloberst Ulrich Grauert va romandre amb Sperrle, però se li van donar dos cossos aeris més: el VI. Fliegerkorps al comandament del Generalleutnant Kurt Pflugbeil i el V. Fliegerkorps al comandament del general Greim van ser retinguts; vuit ales de bombarders van proporcionar el poder d'impacte de la flota aèria de Sperrle.
El febrer de 1941 el mal temps va limitar Sperrle a 975 operacions de bombardeig. Les ales dels bombarders sota el comandament de Sperrle van atacar Swansea. 101 bombes d'alt explosiu i diversos centenars d'altres tipus van ser llançats interrompent la Great Western Line.Al març, la intensitat de les operacions de bombardeig va augmentar, la Luftflotte 3 va fer 2.650 operacions. Els atacs contra Cardiff el març de 1941 van fer que part de la població evacués la ciutat, un fenomen conegut com "trekking". Aquests incidents només van causar baixades temporals de la moral. Altres operacions de bombardeig es van dur a terme contra Liverpool amb 316 avions, Glasgow amb 236, Bristol amb 162 bombarders, Londres amb 479 avions Portsmouth amb 238 i Plymouth durant dues nits per 125 i 168 bombarders.
L'abril del 1941 les Midlands (Anglaterra) van patir el pes dels bombardeigs alemanys amb només tres nits de descans, el 75 per cent d'elles realitzades per la flota aèria de Sperrle. Birmingham va ser bombardejada nits consecutives per 237 i 206 avions. Coventry també va ser sotmès a un atac amb bombarders. Els ports britànics també van ser objectiu com a part de 16 atacs importants i cinc atacs pesats. Plymouth, Glasgow i Belfast van ser bombardejades a mitjans d'abril i la moral es va veure greument afectada. Plymouth va ser bombardejada cinc de les vuit nits del 21 al 30 d'abril per 120, 125, 109, 124 i 162 avions. El port de Londres va ser bombardejat per 685 avions el 16 d'abril i per 712 el 20 d'abril. Abril va ser el mes més intens del Blitz per a la Luftflotte 3 el 1941: aproximadament 3.750 operacions de bombardeig en comparació amb les 1.500 de la flota aèria de Kesselring.
El maig de 1941, l'últim mes complet de l'ofensiva nocturna alemanya, les forces de la Luftwaffe que operaven contra ciutats occidentals a Gran Bretanya van bombardejar Dublín, aparentment per error. Luftflotte 3 operava regularment al nord-oest d'Anglaterra, contra Liverpool i Manchester. El 31 de maig de 1941, la flota aèria de Sperrle va cometre un gran error de navegació i va bombardejar la capital irlandesa, situada a unes 200 milles dels seus objectius a Liverpool. Durant el mes de maig, unitats pertanyents a la flota aèria van estar involucrades en els bombardeigs de Hull i Nottinham. Es va fer un últim esforç contra Londres el 10 de maig. Es van fer 571 missions de bombardeig contra la capital assaltada aquella nit. Durant el mes, els homes de Sperrle van dur a terme la càrrega de les operacions nocturnes, realitzant 2.500 sortides en comparació amb les 1.300 de la Luftflotte 2.
Aproximadament 40.000 civils britànics havien mort, 46.000 altres van resultar ferits i més d'un milió de cases danyades durant el Blitz. Les flotes aèries alemanyes van perdre 600 avions alemanys en operacions nocturnes. L'atac de Coventry, que durant un breu temps va provocar una disminució del 20 per cent de la producció d'avions, es va recuperar. L'efecte sobre la producció industrial general no va ser significatiu. En cinc mesos de bombardeig de molls i ports el 1941, només es van destruir unes 70.000 tones d'estocs d'aliments i només un mig per cent de les reserves de petroli. Els danys a les comunicacions es van reparar ràpidament. A tot arreu, excepte a la indústria aeronàutica, la pèrdua va ser una fracció massa petita de la producció total per importar seriosament.
A principis de juny de 1941, la majoria de les unitats de bombarders alemanyes es van traslladar cap a l'est cap al futur que serà el front oriental, en preparació per a l'operació Barbarroja. La Luftflotte 2, amb elements de la flota aèria de Sperrle, del IV i el IV Fliegerkorps, van ser reassignades.

### Batalla de l'Atlàntic
Sperrle havia estat involucrat en la guerra al mar des de la primera fase de la Batalla d'Anglaterra. Va rebre una directiva de l'OKL el 20 d'octubre de 1940 que li ordenava atacar de nou la navegació a l'estuari del Tàmesi. Va ordenar als seus bombarders en picat en aquest servei, però van ser neutralitzats ràpidament al novembre per una "defensa dinàmica". El suport més eficaç per a la campanya dels U-boats va venir d'atacar ports, cosa que la Directiva 23, emesa el 6 de febrer de 1941, havia ordenat a les flotes aèries alemanyes. El suport directe a la Kriegsmarine a la batalla de l'Atlàntic va ser casual; els èxits es van guanyar per casualitat més que per disseny. A finals de maig de 1941, la Luftflotte 3 va fer una única contribució a la flota de superfície, quan va intentar, en va, salvar el cuirassat Bismarck.
Al cap d'uns dies, 41 dels 48 grups de bombarders involucrats en operacions sobre la Gran Bretanya van partir cap al proper front oriental en preparació per Barbarroja. Dels set restants, cinc havien de donar suport a la Kriegsmarine a la Batalla de l'Atlàntic sota el comandament del Fliegerführer Atlantik El comandament de l'Atlàntic va passar sota el control de Sperrle després de la formació però va ser subordinat a Sperrle oficialment el 7 d'abril de 1942. El nom del comandament era enganyós, ja que tenia l'encàrrec d'operacions d'interdicció marítima a tota la costa britànica. a més d'operar a les profunditats de l'Atlàntic.
Només dos grups de bombarders van romandre sota el comandament de Sperrle a finals de 1941 per a un atac directe a Gran Bretanya. La força de posada de mines contra la navegació al voltant de Gran Bretanya no va rebre el suport que necessitava durant la guerra, i l'esforç alemany es va mantenir a mitges. Sperrle va protestar davant l'OKL, l'OKW i Göring per la dissipació de les operacions de posada de mines durant 1941 i 1942. El cos aeri de Greim va ser designat com a líder de l'esforç en un esforç per revitalitzar la campanya, però a causa de les demandes del Front Oriental, Greim va marxar el desembre de 1941.
En els 46 mesos posteriors al juliol de 1940, els avions alemanys van enfonsar 1.228.104 tones de vaixells mercants i van danyar 1.953.862 tones. Altres 60.866 tones van ser enfonsades o danyades per mines el 1942 i el 1943. La manca de cooperar adequadament amb l'armada contra la navegació va ser un greu error estratègic que va impedir l'assoliment de majors resultats. La intransigència de Göring va ser un factor important per reduir l'esforç aeri. El maig de 1942, el Fliegerführer Atlantik només tenia 40 avions i el IX. Fliegerkorps, sota el comandament de Sperrle a Soissons, 90. L'arma d'U-boat va continuar pressionant per a una major protecció de l'aire al Golf de Biscaia. El 1942, les operacions antinàviament prop de la costa britànica van resultar massa cares, i les demandes del Teatre Mediterrani i el Front Oriental van desviar alguns dels preciosos Focke-Wulf Fw 200. Aquests avions no tornarien per a les operacions atlàntiques fins a l'estiu de 1943.
Durant un breu període el març de 1943 —abans de la derrota alemanya al maig negre—, Sperrle pretenia augmentar el seu comandament a 22 grups (equivalent a set Geschwader, o ales) per a les operacions atlàntiques. Ulrich Kessler, al comandant del Fliegerführer Atlantik, va estimar que amb les forces de bombardeig proposades per Sperrle, podria enfonsar 500.000 tones d'enviament al mes. Kessler no va rebre el suport adequat, malgrat l'optimisme de la seva trobada. El 5 de juny, Sperrle va informar al comandament naval que el rescat de les tripulacions dels submarins enfonsats havia de tenir prioritat sobre el reconeixement aeri dels combois. Per empitjorar les coses, la Luftwaffe no va fer res efectiu per contrarestar l'ofensiva del Golf de Biscaia del Comandament Costaner de la RAF contra les rutes de trànsit dels submarins. Des de la perspectiva aliada, la campanya de l'Atlàntic no es va convertir en res més que una "escaramussa" a la tardor de 1943.
La situació va arribar al punt culminant el 1944. Kessler es va unir a Karl Dönitz per descriure la situació militar desesperada que enfrontava el seu comandament atlàntic. Göring va ser sensible a les crítiques a la Luftwaffe davant Hitler, i el va retirar ràpidament del comandament el 7 de febrer de 1944. El comandament es va dissoldre oficialment tres setmanes després. Les restes van ser subsumides al X. Fliegerkorps. Del 19 de febrer a l'abril de 1944, hi va haver una pràctica absència de reconeixement de la Luftwaffe sobre l'Atlàntic. Les operacions atlàntiques van continuar fins al 13 d'agost de 1944, quan es va instal·lar la seu de II. Fliegerkorps va evacuar la seva base atlàntica a Mont-de-Marsan, malgrat l'ordre contrari del personal de Sperrle una vegada que el front occidental alemany va començar a col·lapsar-se.

### Ofensives de circ, Blitz de Baedeker, Mediterrani
Sperrle va comandar totes les forces aèries alemanyes a França, Països Baixos i Bèlgica a la sortida de Kesselring a mitjans de 1941. En aquest moment, a Sperrle se li va permetre mantenir dos Luftgaue al sud d'Alemanya sota el seu control per apaivagar la seva "vanitat". La Luftflotte 3 es va convertir en l'única responsable de mantenir la pressió sobre les ciutats britàniques, les comunicacions marítimes i protegir el territori ocupat pels alemanys de les incursions de la RAF, anomenades ofensives del circ. Les ofensives del circ de la RAF van ser una creació del mariscal en cap de l'aire Sholto Douglas, l'oficial aeri al comandament del comandament de caça i el seu tinent principal, el vicemariscal de l'aire Trafford Leigh-Mallory, utilitzant el grup número 11 de Park. Va formar la política de l'Estat Major de l'Aire de "inclinar-se" cap a Europa. El Comandament de Caces va començar amb el Circ Número 1 el 10 de gener de 1941.
Sperrle va ser desposseït de la majoria de les forces de caça deixant només dues ales: JG 2 i JG 26. Les dues ales de caça cobrien la costa des de Bretanya fins a l'est de Bèlgica. Portarien la càrrega de la defensa aèria el 1941 i el 1942. La marxa de Kesselring va deixar el Jagdfliegerführer 2 sota les ordres de Theo Osterkamp, responsable de l'espai aeri des de l'Escalda fins al Sena. Werner Junck va heretar el Jagdfliegerführer 3 que defensava l'espai aeri a l'oest del Sena. Karl-Bertram Döring va comandar el Jagdfliegerführer 1 que cobria els Països Baixos: cada líder controlava una ala; JG 26, 2 i 1 respectivament. El JG 1 es va afegir al comandament de Sperrle el 10 de juliol de 1942. Sperrle només tenia dues ales de bombarder sota el seu comandament, una de les quals formava part del Fliegerführer Atlantik.
Entre mitjans de juny i finals de juliol de 1941, el Comandament de Caces va fer unes 8.000 sortides ofensives, cobrint 374 bombarders. Van reclamar 322 avions alemanys per la pèrdua de 123. Les forces de Sperrle van perdre 81 caces d'un total aproximat de 200 a França i Bèlgica. La força dels dos caces Geschwader va caure a 140 l'agost de 1941 i la capacitat de servei dins d'aquests totals va passar del 75% al 60%. Juliol i agost van resultar ser els més concorreguts, amb 4.385 i 4.258 intercepcions.
De juliol a desembre de 1941, les operacions del circ van costar al Comandament de Caces 416 caces en 20.495 sortides i el Comandament de Bombarders 108 en 1.406. Els caces de Sperrle van fer 19.535 sortides i en van perdre 93 en el mateix període. El Comandament de Caces va reclamar 731 avions alemanys del 14 de juny al desembre de 1941, mentre que les pèrdues alemanyes reals van ser 103 principals anàlisis de la RAF de postguerra per concloure que va perdre quatre avions i 2,5 pilots per cada caça alemany destruït. En lloc de desgastar el Luftflotte 3, el nombre d'avions de caça alemanys a l'oest va augmentar de 430 el 27 de setembre de 1941 a 599 el 30 de setembre de 1942.

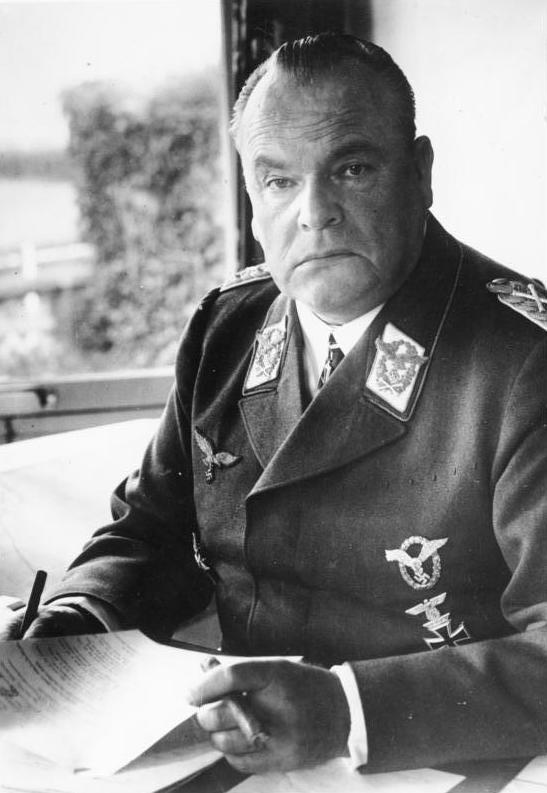
Sperrle, febrer de 1942. Durant el mes, la seva flota aèria va ajudar a la fugida dels vaixells Scharnhorst i Gneisenau i Prinz Eugen

El nou any de 1942 va començar amb una continuació dels èxits de 1941. El febrer de 1942, els cuirassats Scharnhorst i Gneisenau i el creuer Prinz Eugen van escapar del port francès de Brest en l'operació Cerber al seu retorn de la recent  operació Berlín. Un dels antics comandants d'ala de Sperrle, el general der Jagdflieger Adolf Galland, va planificar l'operació Donnerkeil, un pla de superioritat aèria amb el cap d'estat major de Sperrle Karl Koller. Des de la perspectiva de la Luftwaffe, l'operació va ser un èxit contra pronòstic. Sperrle va poder proporcionar cinc grups de bombarders per a Donnerkeil.
L'ofensiva del Circ de 1942 va aconseguir posar sota pressió les defenses antiaèries de Sperrle. Comandament de Caces va fer 43.339 sortides diürnes sobre Europa occidental i Comandament de Bombarders 1.794. La batalla aèria més gran va tenir lloc el 19 d'agost de 1942 durant el Raid de Dieppe. Les unitats de la Luftflotte 3 van obtenir una victòria significativa sobre el Comandament de Caces i Bombarders. Els britànics van perdre 106 avions; els alemanys van perdre només 48 avions destruïts i 24 danyats. A finals de 1942, Leigh-Mallory va substituir Douglas com a Comandament de caça de l'AOC. Els dos homes havien presidit la pèrdua de 587 combatents, mentre que Sperrle en va perdre 108 durant l'any. Les pèrdues britàniques eren equivalents a 30 esquadrons.
La Luftwaffe no va romandre a la defensiva el 1941 i el 1942. La flota aèria de Sperrle va dur a terme atacs aeris intensius a Gran Bretanya i la força limitada de bombarders alemanys es va reforçar durant l'hivern, 1941–42. Paral·lelament, Sperrle, amb el suport de Hans-Jurgen Stumpff, va continuar duent a terme atacs aeris contra el transport marítim. El blitz de Baedeker es va convertir en la major ofensiva aèria contra Gran Bretanya el 1942. La campanya va ser impulsada pel bombardeig de Lübeck. Hitler va ordenar a Sperrle que bombardegés ciutats britàniques que tenien importància cultural. Hitler va esbossar específicament el propòsit terrorista de l'ofensiva de bombardeig dirigida a centres civils per obtenir el major impacte sobre la població britànica. El bombardeig va anar acompanyat d'atacs de caces-bombarders contra Londres i ciutats costaneres, que van tenir lloc fins al juny de 1943. L'abril de 1943, la flota aèria de Sperrle encara podia reunir 120 avions per a aquestes operacions. L'objectiu d'aquestes operacions de caça bombarder (Jabo), que van començar a partir de la tardor de 1942, era de "represalias", semblant a la campanya dels bombarders alemanys.
El 23 d'abril de 1942 va començar l'ofensiva de Baedeker amb els bombardeigs d'Exeter i el de Bath i es va estendre cap a l'oest fins a Norwich. El KG 2 portava el pes de la campanya. A l'operació Bath, els pilots de Sperrle van volar a només 600 peus (180 m) per augmentar el dany. York va ser atacada i les ciutats van patir, ja que les tripulacions alemanyes van fer diverses missions per nit. L'ofensiva es va aturar el 9 de maig. Els bombarders de Sperrle havien patit una taxa de pèrdua del 5,3 per cent en 716 missions, una pèrdua de 38 bombarders. Les operacions de bombardeig van continuar després del cessament de Baedeker contra Birmingham al juliol i Canterbury. La Lufftflotte 3 va fer 2.400 sortides nocturnes de bombarders contra Gran Bretanya el 1942 i van perdre 244 avions; una taxa de pèrdua del 10,16 per cent. Durant les operacions, els comandants de l'ala de Sperrle es van veure obligats a recórrer a un nombre creixent de pilots instructors —IV./KG 55, per exemple, va perdre una quarta part d'ells. La flota aèria de Sperrle va fer 7.039 operacions de bombardeig i va llançar 6.584 tones de bombes.
El 8 de novembre de 1942, les forces angloamericanes van desembarcar al nord d'Àfrica. Hitler va ordenar que les forces de Sperrle ocupessin la costa francomediterrània (cas Anton). El component aeri d'Anton va ser l'operació Stockdorf. El comandament de Sperrle al sud era la Fliegerdivision 2 comandada per Johannes Fink. Vuit bombarders i dos grups de caces (aproximadament 30 avions en cadascun) van ser seleccionats per a les operacions de reconeixement i anti-navegació per la seva ordre, datada el 2 de novembre. Les forces aèries havien de donar suport a l'exèrcit, destruir qualsevol resistència aèria francesa i dur a terme la interdicció de les línies de subministrament. A part del foc antiaeri prop de Marsella, no es va trobar cap resistència seriosa. La invasió va proporcionar bases per a la flota de Sperrle per atacar la navegació a la mar Mediterrània, però el va deixar amb només quatre grups de caces per defensar el nord de França. La seu de la Luftflotte 3 va romandre a França, però va proporcionar tres grups de bombarders a Richthofen —al comandament de la Luftflotte 2— per a la defensa contra la invasió aliada de Sicília.
La Luftwaffe va continuar defensant l'Europa occidental el 1943 a mesura que les seves capacitats ofensives van disminuir. Les operacions de Jabo es van aturar l'estiu de 1943 a causa de les baixes excessives i la necessitat de reforçar el Mediterrani. Les unitats de bombarders alemanys van fer menys de 4.000 sortides individuals de bombarders durant tot l'any. El març de 1943, Hitler va ordenar el nomenament d'un oficial per coordinar els atacs a Gran Bretanya. Dietrich Peltz va rebre el comandament del IX Fliegerkorps, part de la flota aèria de Sperrle per a aquesta tasca. El desembre de 1943, Peltz havia reunit 501 bombarders. Mentre Peltz organitzava el comandament dels bombarders, les operacions alemanyes contra Gran Bretanya van continuar. L'any va començar amb 311 sortides el gener de 1943 que van baixar a 176 el mes següent. Va arribar a 415 al març abans d'arribar al màxim amb 537 sortides l'octubre de 1943 i concloure amb 190 al desembre. Aquell any es van fer 3.915 sortides nocturnes de bombardeig, que van costar 191 avions; març va ser el pitjor mes amb 38. Les unitats Jabo van fer 728 sortides i van perdre 65 avions. El tonatge total de bombes llançades es va registrar en 3.576.

### Defensa del Reich i Steinbock
El 1942 va sorgir una altra amenaça quan la Força Aèria de l'Exèrcit dels Estats Units (USAAF) va començar a bombardejar atacs contra objectius a Bèlgica i França. La primera operació es va dur a terme el 29 de juny de 1942. El 27 de gener de 1943 va estendre per primera vegada l'àrea d'operacions nord-americana a Alemanya. El 1942, l'USAAF va fer 1.394 sortides de bombarders i 1.081 caces sobre Europa occidental. Els pilots de caça de Sperrle van portar la càrrega de la defensa el 1942. Més tard aquell any, el JG 1 va ser assignat a la Luftwaffenbefehlshaber Mitte, més tard coneguda com a Luftflotte Reich (Flota Aèria del Reich), però va veure poca acció ja que la USAAF rarament va creuar als Països Baixos. Després, la guerra aèria només va augmentar. Sperrle va resistir els intents de la Luftwaffenbefehlshaber Mitte per aconseguir el control de les forces antiaèries o per permetre la degradació física de la seva flota aèria, i la mentalitat ofensiva de l'OKL va afavorir les unitats de primera línia. Finalment, la Luftflotte 3 va perdre les unitats antiaèries de la Luftgaue VII, XII i XIII.
L'ordre de batalla de la Luftflotte 3 contenia només una ala de caça completa el 10 de juny de 1943 i un grup cadascun d'altres dues ales juntament amb dos esquadrons independents (staffeln). L'única unitat de caces-bombarders que quedava era l'SKG 10, sota el comandament del IX Fliegerkorps . L'única unitat de combat sota l'Höherer JagdfliegerführerWest comandada per Max Ibel era I./JG 27. El Jagdfliegerführer 2 sota el comandament del generalmajor Joachim-Friedrich Huth només contenia el II./JG 26 i tres esquadrons més.
La mateixa data va començar l'ofensiva combinada de bombarders durant tot el dia del bombardeig de l'Europa ocupada pels alemanys; la defensa d'aquestes regions es va conèixer com la Defensa del Reich. L'objectiu de l'ofensiva era destruir la Luftwaffe i les seves instal·lacions de suport a Europa mitjançant bombardeigs aeris i la destrucció de les defenses dels caces alemanys en combat. La superioritat aèria s'havia d'aconseguir abans de l'operació Overlord. Les operacions de la Vuitena Força Aèria dels Estats Units van crear una crisi el juliol i l'agost de 1943. El març de 1943, ja s'havia observat un augment immediat de les pèrdues. Un informe de Luftflotte3 va reconèixer que la mida i el poder defensiu dels bombarders nord-americans requerien una intercepció oportuna per part de formacions massives per a qualsevol possibilitat d'èxit. Només al juliol, les forces de caça occidentals van perdre 335 avions d'un sol motor per totes les causes: el 18,1 per cent de la força disponible informada l'1 de juliol. També hi va haver un descens notable en la qualitat de l'entrenament dels pilots.
Al costat alemany, hi va haver una crida per unificar les forces de caces alemanyes i mantenir-les fora de la costa i mantenir-les fora del radi d'acció dels caces d'escorta aliats. Independentment de la lògica, Sperrle es va oposar a la idea de preservar el seu comandament. Sperrle era sensible a un comandament centralitzat per a les forces de caça i es va resistir. El 14 de setembre de 1943, la zona d'operacions de la Luftflotte 3 cobria la major part de França, amb l'excepció d'algunes regions d'Alsàcia-Lorena; Luxemburg, l'oest i el sud de Bèlgica van ser la seva responsabilitat. La seu de Sperrle va romandre a París. L'organització més gran vinculada al comandament de Sperrle era la 3. Divisió de Jagd amb base a Metz, sota el control de Werner Junck. Sperrle havia retingut la Luftgaue al sud d'Alemanya i la seva flota aèria va rebre el control de la 5a Divisió Jagd. El 15 de setembre de 1943 per millorar l'organització de Sperrle la II. Jagdkorps es va formar amb la 5a i 4a Divisió Jagd. La millora en el comandament i el control va fer poca diferència en la batalla amb la USAAF perquè cap divisió va rebre els reforços que necessitava.
De novembre de 1942 a agost de 1943, l'OKL va perdre una última oportunitat de construir una reserva per disputar la superioritat aèria en les properes batalles. La manca de voluntat dels líders aeris alemanys d'intercanviar espai per temps va obligar a la Luftwaffe a una batalla de desgast que no va poder guanyar. A finals de 1943, les defenses aèries alemanyes van guanyar èxits temporals contra la Vuitena Força Aèria de la USAAF: la missió Schweinfurt–Regensburg i el Segon Raid de Schweinfurt van ser victòries defensives aconseguides a un cost exorbitant i amb la implicació perifèrica de Sperrle. Al febrer de 1944, la Big Week va apuntar a objectius amb base alemanya i francesa. La força de caça alemanya va ser sagnada durant els dos mesos següents s. Abans de juny de 1944, el Luftflotte 3 es va mantenir feble i contenia pocs avions d'atac a terra; gairebé tots es basaven al front oriental. Els pilots de caça de Sperrle havien d'atacar les forces d'aterratge. Els reforços provenien de la Luftflotte Reich, però cap dels pilots havia estat entrenat per a operacions d'atac a terra.
Un efecte important de l'ofensiva combinada sobre la flota aèria de Sperrle va ser el desviament i el reforç de la Luftflotte Reich a costa de la Luftflotte 3. Al juny de 1944, el nombre d'avions de caça disponibles a l'oest era de 170. La flota aèria de Sperrle tenia, com a màxim, 300 avions de caça el 6 de juny de 1944 per disputar l'aterratge del dia D. Els aliats occidentals van reunir 12.837, inclosos 5.400 combatents. La flota aèria era especialment feble a les unitats de caces nocturns. Donada la baixa prioritat per a la seva producció, Sperrle va passar períodes sense capacitat de lluita nocturna malgrat la posició geogràfica crucial de la seva flota aèria i l'exposició d'importants indústries franceses als atacs nocturns. El desviament de recursos es va estendre a l'artilleria antiaèria. El 14 de maig de 1944, l'OKL va cancel·lar una ordre per desviar cinc bateries pesades i quatre lleugeres o mitjanes, cadascuna de les Luftflotten 1 i 6, cap a Sperrle i, en canvi, les va desviar cap a la Luftflotte Reich. Sperrle sí que va conservar el III Cos Antiatari que es podia utilitzar en combat terrestre.
Una altra faceta de la guerra aèria va ser l'ofensiva nocturna contra Alemanya. Els atacs de zona del Comandament de Bombarders contra les ciutats industrials alemanyes van enfuriar Hitler i va ordenar a Sperrle que utilitzés els bombarders de Peltz per contraatacar. La flota aèria de Sperrle va ser reforçada per ordres de Göring amb el propòsit de bombardejar Londres. L'ofensiva es va anomenar Operació Steinbock i va començar el gener de 1944. Els aspectes operatius van ser ideats per Peltz. Li va comentar a Göring que necessitaria qualsevol avió capaç de portar una bomba. El desembre de 1943, Peltz va reunir 695 avions operatius abans de l'ofensiva. [223]Dels avions, 467 eren bombarders, 337 d'ells operatius. El 20 de gener de 1944 això va augmentar a 524, amb 462 de combat preparats. Peltz estava subordinat a Göring, passant per alt Sperrle, que Hitler i Göring consideraven sibarita en aquesta etapa. La feble ofensiva va ser burlada pels britànics, i les forces de Peltz van incórrer en una taxa de pèrdues del 10 per cent per sortida, amb pocs guanys militars i es van perdre 329 bombarders. L'ofensiva va malgastar les últimes reserves de bombarders alemanys. Les pèrdues van ser un cop per a Sperrle. Havia volgut utilitzar les seves forces de bombarders per atacar les forces d'invasió durant la nit als terrenys de desembarcament i als punts d'embarcament a Anglaterra. Hitler i Göring van rebutjar aquesta estratègia com a "massa passiva".

### Normandia i acomiadament
Els senyals Enigma de la flota aèria de Sperrle havien estat trencats i els trencadors de codis ULTRA de Bletchley Park van desxifrar els senyals enviats per la seu de la Luftflotte 3 a l'OKW. Llegint els informes, la intel·ligència aliada va deduir que les operacions de bombardeig contra els ponts, a l'oest del Sena, i l'activitat de caces entre Mantes i Le Mans, havien convençut el personal de la flota aèria que la invasió tindria lloc al Pas de Calais. Els informes de la flota aèria, datats el 8 i el 27 de maig de 1944, expressaven l'opinió que aquesta activitat apuntava "inconfusiblement" cap a aquesta conclusió. L'operació Fortitude va reforçar aquesta creença.
Els atacs aliats al maig de 1944 contra bases van tenir un impacte devastador en les capacitats de la Luftflotte 3. ULTRA va donar als Aliats informació sobre la ubicació i la força de les unitats de caça alemanyes, així com l'efectivitat dels atacs. Sabien quan s'havien acabat les reparacions a les bases i quan els alemanys van decidir abandonar llocs concrets. Els aliats van dur a terme una campanya intensiva i ben planificada que va destruir l'estructura alemanya prop del Canal de la Mànega i les platges d'invasió i va obligar la flota aèria de Sperrle a abandonar els esforços per preparar bases properes al Canal. Es van fer més danys a la xarxa de defensa aèria de Sperrle. Uns 300.000 treballadors treballaven a la Luftflotte 3, 56.000 en senyals. La fortificació dels llocs de radar després de Dieppe només els havia destacat, i 76 dels 92 van ser noquejats pel Dia D, cegant els seus Jagdkorps.
A partir de desembre de 1943, els alemanys van planejar traslladar reforços a la Luftflotte 3 quan es produís la invasió perquè després pogués llançar un atac aeri decisiu contra els desembarcaments en les primeres hores. El pla, conegut com a Operació Dr Gustav, es va desenredar immediatament a causa de les intercepcions ULTRA que aprenen la data i l'hora dels reforços. L'ofensiva aèria aliada havia devastat bases i unitats de caces alemanyes mentre Steinbock havia eliminat la força dels bombarders de la batalla.
El 5 de juny, vigília de la campanya de Normandia, la Luftflotte 3 contenia 600 avions de tots els tipus. S'esperava que la Luftflotte Reich enviés forces a França. Els informes meteorològics alemanys van interpretar malament el temps, de manera que la invasió va agafar el comandament per sorpresa. De la seva força total, només 115 caces d'un sol motor estaven operatius amb 37 caces bimotors, 137 bombarders, 93 avions anti-enviament, 48 avions d'atac a terra i 53 avions de reconeixement. Només 56 caces nocturns estaven preparats per combatre a França. La força antinaval de Sperrle, el Fliegerkorps X, constava de només 137 bombarders convencionals, una força totalment inadequada per contrarestar les forces navals aliades. El 23 de maig de 1944, Sperrle tenia a la seva disposició 349 bateries pesades i 407 Flak.
Els aliats van gaudir de la supremacia aèria el 6 de juny de 1944 i van fer 14.000 missions en suport de la invasió. El primer dia, els britànics i la Commonwealth van desembarcar 75.215 homes i els nord-americans 57.500. Una gran força de 23.000 paracaigudistes va caure en paracaigudes durant la nit. La Luftflotte 3 amb prou feines va reaccionar. No obstant això, Sperrle va emetre una pomposa ordre del dia als seus aviadors:
| « | Homes de Luftflotte 3! L'enemic ha llançat la invasió anunciada des de fa temps. Fa temps que esperem aquest moment, fa temps que ens preparem, tant interiorment com en el camp de batalla, amb un esforç incansable i inacabable. La nostra tasca és ara derrotar l'enemic. Sé que cadascú de vosaltres, fidel al seu jurament als colors, complirà amb els seus deures. Se't demanaran grans coses i demostraràs el valor de lluita més valent. Salut al Führer. | » |

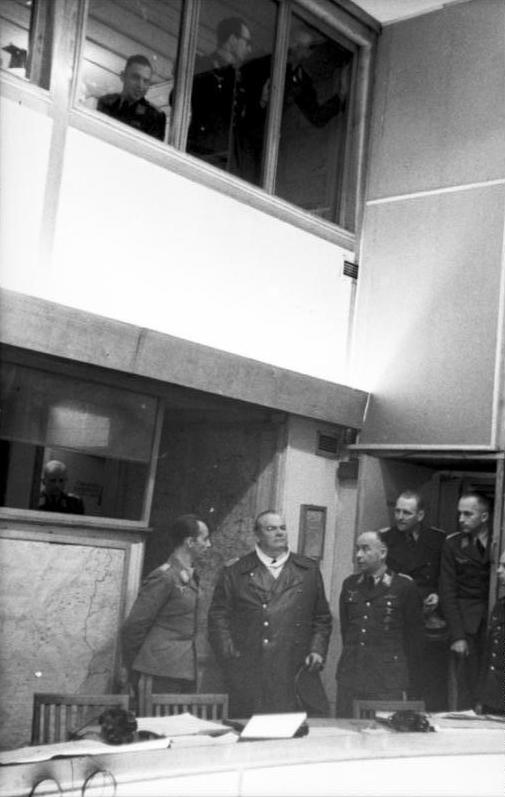
Sperrle visitant una sala de control de caces, 21 de juny de 1944

Els sentiments de Sperrle eren delirants. La Luftflotte 3 va llançar menys de 100 sortides, incloent 70 de caces monomotor. Durant el vespre i la nit, els bombarders i els esquadrons antinavals van realitzar 175 sortides més contra la flota d'invasió. Sperrle va perdre 39 avions amb 21 danyats, 8 per causes no de combat.
La Luftflotte 3 va rebre 200 caces d'Alemanya en les 36 hores posteriors a la invasió. Uns 100 addicionals van seguir el 10 de juny. La seva efectivitat es va reduir per la destrucció de bases aèries que va obligar les unitats a desplegar-se a aeròdroms mal preparats. La majoria dels 670 avions que reforçaven Sperrle es van utilitzar perquè les bases aèries estaven sota atac constant i l'esforç anti-navegació va fracassar.
ULTRA va controlar els moviments de les unitats aèries. La nit del 7/8 de juny, els bombarders i els avions anti-navals va aconseguir fer 100 sortides, mentre que les forces diürnes en van fer 500 el 8 de juny, 400 amb caces monomotors; La Luftflotte 3 va perdre 68 avions durant el dia. En la primera setmana d'operacions es van perdre 362 avions. En la segona setmana, altres 232 avions van ser destruïts. Així, en les dues setmanes del 6 al 19 de juny, van perdre prop del 75 per cent de l'avió que tenia la Luftflotte 3 el 5 de juny. Del 6 al 30 de juny els alemanys havien perdut 1.181 avions en 13.829 sortides. D'aquestes sortides, 9.471 eren sortides de caces.
Els caces alemanys carregats de bombes no van poder defensar-se i van patir grans pèrdues. Van aconseguir poc, i aviat les unitats de caces van cessar les operacions d'atac a terra. La Luftflotte 3 va utilitzar les darreres armes novedoses en un intent d'atacar la navegació aliada: el Mistel, el Messerschmitt Me 262 i el Henschel Hs 129 van debutar el juny i juliol de 1944 en nombre molt reduït. Els míssils radioguiats van enfonsar només dos vaixells i en van danyar set a Normandia. Els avions torpedes en van enfonsar dos i només en van danyar tres més. L'esforç anti-enviament va ser un fracàs. Al juny es van fer uns 1.200 atacs contra la navegació i 900 operacions de posada de mines, amb poc efecte.
El 9 de juliol, ULTRA va interceptar missatges de Sperrle notificant a les seves unitats que es prenen mesures d'estalvi de combustible "despietades" i prohibien la despesa no essencial de combustible. Un altre missatge desxifrat de la Luftflotte 3 a OKL va declarar que els atacs aeris havien esgotat les existències de combustible fins a tal punt que l'assignació de juny hauria de durar fins a finals de juliol. El II. Jagdkorps va rebre l'ordre de Sperrle d'aturar l'atac terrestre i les operacions nocturnes a l'agost a causa de la crisi del combustible. L'agost de 1944, quan l'exèrcit alemany es retirava de França, la flota aèria de Sperrle només va poder fer 250 missions per cobrir-la.
L'actuació del III Flak Corps de Sperrle va ser una excepció. Les forces aèries aliades van perdre 1.564 avions el juny de 1944, la majoria per antiaèries. Les pèrdues van forçar una reducció de l'activitat el juliol i l'agost de 1944. El comandament de la Novena Força Aèria dels Estats Units va criticar les defenses dels caces alemanys, però va assenyalar que les defenses antiaèries eren efectives i la font de desgast constant. El comandament aeri nord-americà va patir una taxa de desgast mensual del 10 al 15 per cent d'abril a juliol de 1944.
Sperrle va ser destituït del seu càrrec el 23 d'agost de 1944, hores abans que les forces nord-americanes i franceses alliberessin París i envaïssin el seu quarter general. Quan el front alemany es va esfondrar arran de la bossa de Falaise, l'organització terrestre de la flota aèria va fugir cap a l'est a través del Sena. Hitler va acusar el personal de la Luftflotte 3 de deserció i va fer responsable a Sperrle. El 22 de setembre de 1944 el seu antic comandament va ser rebaixat de flota aèria a comandament aeri.
En el moment del seu acomiadament, Sperrle suposadament havia perdut la fe en l'esforç de guerra alemany i en el lideratge militar de Hitler i Göring. S'havia tornat mandrós i tenia tendència a lliurar-se als adorns i al luxe que oferia la França ocupada. Sperrle es va endeutar però va mantenir una posició suficient amb Hitler perquè se li prestés o li donés 50.000 Reichsmarks. El febrer de 1945, Hitler li va donar 100.000 Reichsmarks pel seu 60è aniversari. Durant la guerra, Hitler havia donat ocasionalment obres d'art a Sperrle que podrien haver estat saquejades dels territoris ocupats.
Els analistes de l'actuació de Sperrle han estat crítics amb la seva inacció percebuda a Normandia i apunten als informes crítics de l'exèrcit contemporani sobre els fracassos del seu comandament. Altres han qüestionat la influència de Sperrle en la realització de les operacions i han suggerit que era un boc expiatori convenient per a Göring. Sperrle es va mantenir amarg després de la derrota a França. Va ser considerat no apte per a un comandament superior i va passar la resta de la guerra a la Führerreserve, efectiva des del 5 d'octubre de 1944. L'1 de maig de 1945, Sperrle va ser arrestat per l'exèrcit britànic i es va convertir en presoner de guerra.

## Vida posterior i judici

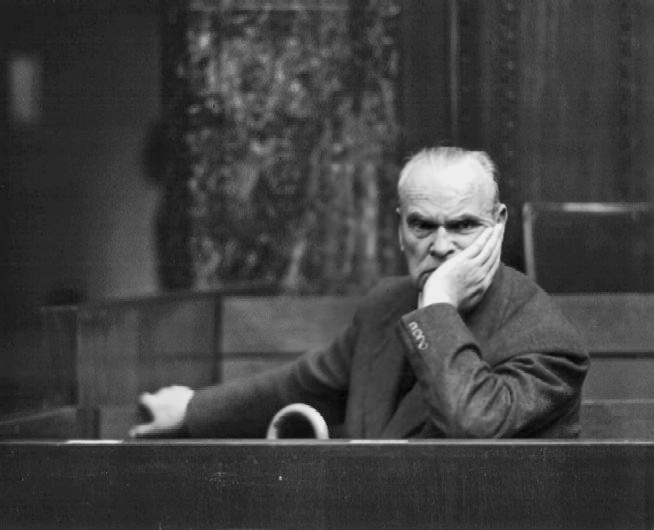
Sperrle durant el judici de l'Alt Comandament a Nuremberg, 1948

Sperrle va ser capturat pels Aliats i acusat de crims de guerra en el Judici de l'Alt Comandament als Judicis de Nuremberg posteriors, però va ser absolt. Va ser novament absolt el juny de 1949 després d'una segona audiència davant un tribunal de Múnic . El tribunal va concloure que Sperrle mai havia estat membre del Partit Nazi ni d'una de les seves organitzacions afiliades. Després de la guerra, va viure tranquil·lament i va morir a Múnic el 2 d'abril de 1953. Va ser enterrat al cementiri del poble de Thaining, Baviera.

## Promocions
Fähnrich (25/2/1904)
 Leutnant (18/10/1904)
 Oberleutnant (18/10/1912)
 Hauptmann (28/11/1914)
 Major (01/10/1926)
 Oberstleutnant (01/1931)
 Oberst (01/8/1933)
 Generalmajor (01/10/1935)
 Generalleutnant (01/4/1937)
 General der Flieger (01/11/1937)
 Generalfeldmarschall (19/7/1940)

## Condecoracions
Creu de Cavaller de la Creu de Ferro (17-5-1940 com General der Flieger i Cap de la Luftflotte 3 i Comandant Oest)
 Creu de Cavaller del Reial Orde Prussià de Hohenzollern amb espases
 Creu de Ferro 1914 de 2a Classe
 Creu de Ferro 1914 de 1a Classe
 Creu de Cavaller de 1a classe de Frederic de Württemberg amb espases (21-6-1917)
 Creu de Cavaller de 2a Classe de l'orde del Lleó de Zähringen amb Fulles de Roure i Espases (Grossherzoglich-Baden) (18-05-1915)
 Creu de Cavaller de l'Orde del Mèrit Militar (Württemberg) (21-06-1915)
- Creu d'Honor de l'Imperi de III classe amb Corona i Espases
- Insígnia de Pilot (Prússia)

 Creu d'Honor 1914-1918
 Creu Espanyola amb Espases en Or y Brillants (04-06-1939)
 Medalla de Campanya 1936-39 (Espanya)
 Insígnia de Pilot (Espanya)
 Medalla Militar Individual amb Diamants (Espanya) (06-06-1939)
 Creu de Guerra (Espanya)
  Barra de 1939 a la Creu de Ferro 1914 de 2a Classe
  Barra de 1939 a la Creu de Ferro 1914 de 1a Classe
 Fulles de Roure dels 40 anys de servei
 Insígnia Combinada de Pilot-Observador en Or i Diamants (1-11-1937)